# Betelgeuze
Betelgeuze (ofic. anglicky Betelgeuse),
α Orionis, latinizováno Alpha Orionis (zkráceně Alpha Ori nebo α Ori) je po Rigelu (beta Ori) druhá nejjasnější hvězda v souhvězdí Orionu. Pouhým okem je rozeznatelná i její oranžovo-červená barva. Zdánlivá jasnost se časem mění – kolísá v rozmezí 0,3 až 1,3 mag (průměr 0,58 (Budeme-li brát v úvahu tento průměr, je Betelgeuze nejjasnější hvězdou z těch, které nejsou nejjasnější ve svém souhvězdí.)), jedná se totiž o polopravidelnou proměnnou hvězdu. Je jedním z vrcholů asterismu Zimní trojúhelník spolu se Siriem (alfa CMa) a Prokyonem (alfa CMi).
Betelgeuse je červený veleobr spektrální třídy M1-2Iab, nachází se již v tedy poměrně pokročilé fázi svého vývoje. Vykazuje polopravidelnou proměnnost s periodou asi 2 300 dní (cca 5,8 let). Vzdálenost od Země byla odhadnuta před několika lety na 427 ly, nedávno zopakovaná měření paralaxy však podala vyšší hodnoty v rozmezí přibližně od 600 do 640, nejnovější měření z října 2020 nám ale říkají, že je od nás Betelgeuse vzdálen 548 ly (některé starší prameny hovoří až o téměř dvojnásobné vzdálenosti). Hvězda je tedy naším nejbližším červeným veleobrem.
Pozemní měření úhlového průměru naznačují, že je Betelgeuse se svými enormními rozměry jednou z největších zdokumentovaných hvězd. Odhadovaný průměr činí cca 1 miliardu km (5 AU, tj. 750 slunečních poloměrů). Pokud by byla umístěna do středu sluneční soustavy, vnější okraj by zasahoval téměř až k oběžné dráze Jupitera.
Díky své obrovské sálavé ploše je Betelgeuse až 135 000× svítivější než naše hvězda, což ji činí jednu z nejjasnějších známých hvězd vůbec. Tato světelnost nemůže být způsobena jen velkou plochou, a proto se astronomové domnívají, že krom toho disponuje hvězda vysokou hmotností (přibližně 15 až 20násobek hmotnosti sluneční). Kvůli tomu je dost dobře možné, že ukončí svůj život v podobě supernovy.
Betelgeuse je v porovnání s ostatními hvězdami v Orionu velmi starý objekt (většina z nich je mnohem mladší), vzhledem k ostatním mimo souhvězdí je ale velice mladý. S největší pravděpodobností již vyčerpala vodík ve svém jádře a v současné době tedy získává energii z termonukleární reakce helia na uhlík a kyslík. V Hertzsprungově–Russelově diagramu se posunula z hvězdy hlavní posloupnosti vlivem zvětšení a ochlazení na červeného veleobra. Patří též k jedné z mála hvězd, kterou se podařilo vyfotografovat pozemními i vesmírnými dalekohledy jako disk, ne jen jako jasnou skvrnu. Má také ze souhvězdí největší vlastní pohyb.
Některá experimentální pozorování prováděná v první polovině osmdesátých let minulého století naznačují, že je Betelgeuze vícenásobný systém složený nejméně ze tří složek. Ovšem ani další pozorování tuto možnost bezpečně nepotvrdila.
Jméno Betelgeuze pochází z arabského يد الجوزاء - Jad al-Džauzā („ruka obrova“), po zkomolení a následném překladu ve středověku بد الجوزاء - Bad al-Džauzā (vhodněji ابط الجوزاء - Ibţ al-Džauzā), což dnes znamená „podpaží“ nebo „rameno obra“.

## Vlastnosti

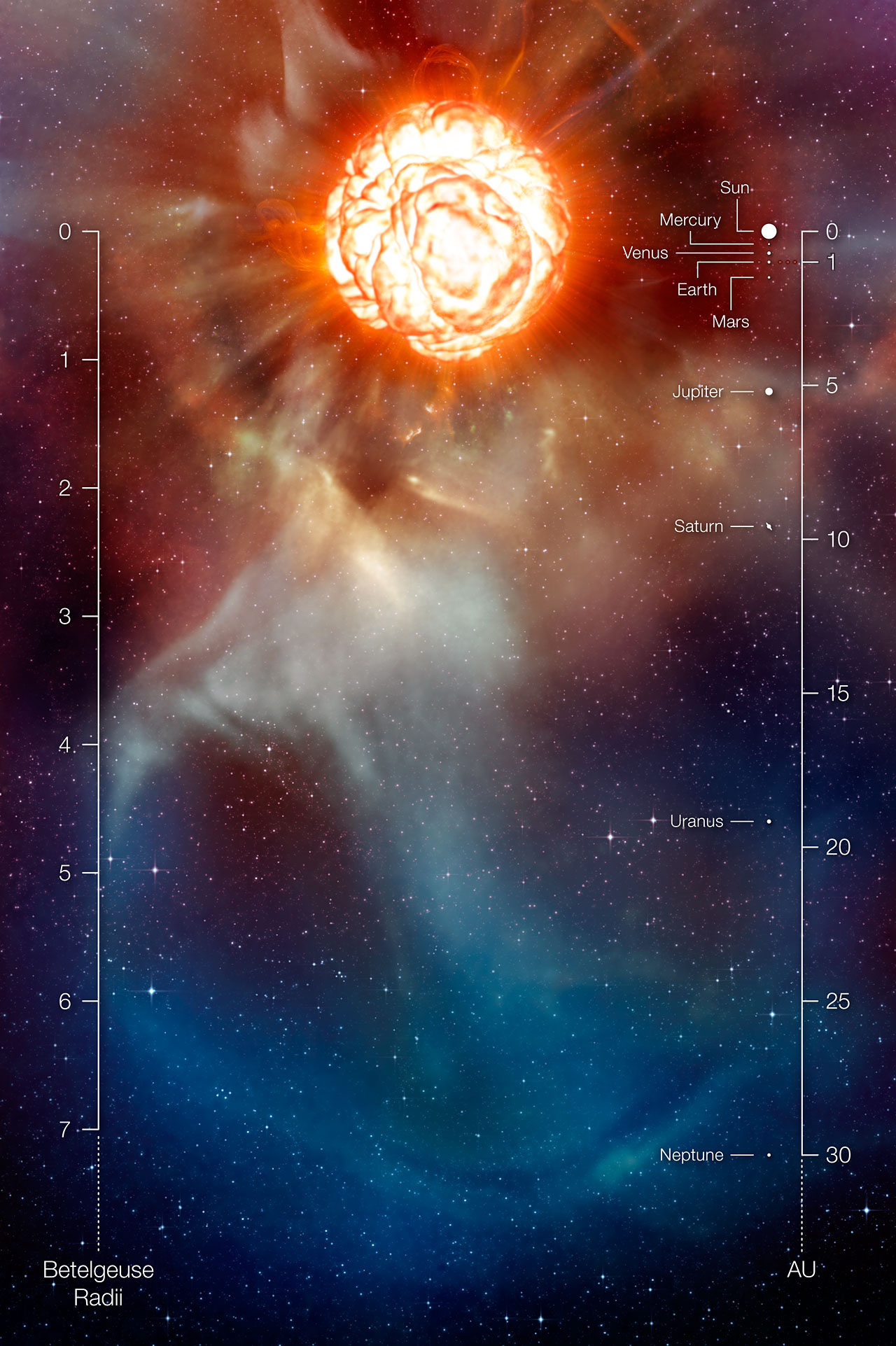
Umělecké ztvárnění od ESO zobrazující Betelgeuze s obrovským oblakem plynu o přibližné velikosti naší sluneční soustavy, který byl vymrštěn z povrchu, a gigantickými bublinami vařícími se na jejím povrchu.

### Velikost

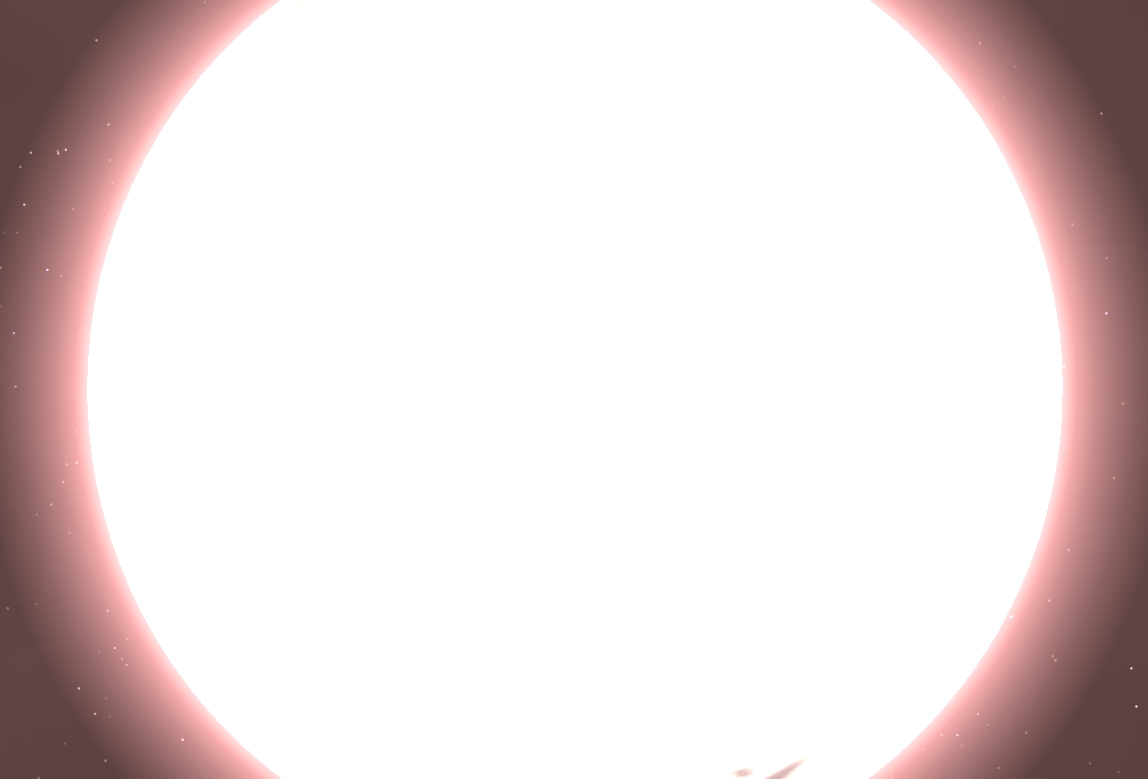
Počítačové vyobrazení Betelgeuze ze vzdálenosti 8 AU.

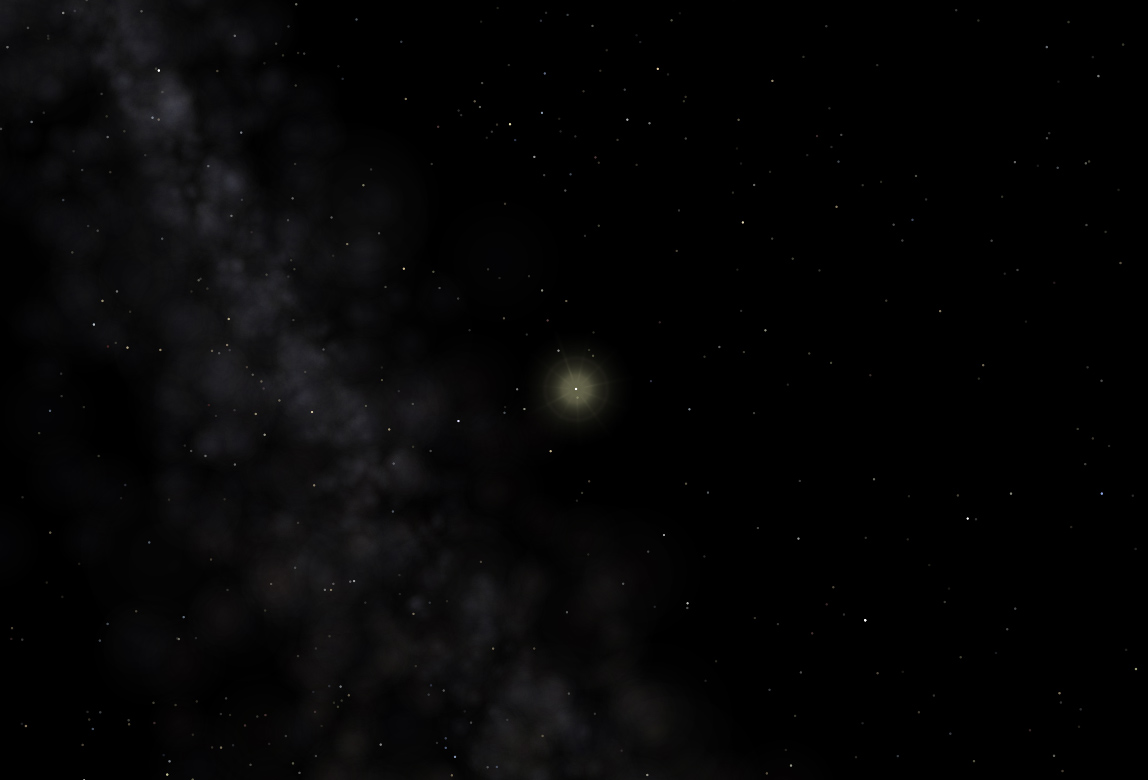
Pro srovnání: takto vypadá ze stejné vzdálenosti naše Slunce.

Betelgeuze patří mezi první hvězdy, jejichž průměr se měřil pomocí interferometrické techniky, jako je kupříkladu skvrnková interferometrie či aperturní maskovací interferometrie. Ta pomohla určit zdánlivý úhlový průměr ve viditelném spektru na 59,2 mas (milliarcsecond = tisícina úhlové vteřiny) a 54,7 ± 0,3 mas ve spektru infračerveném. Tento rozdíl o téměř pět tisícin obloukové vteřiny je způsoben tím, že infračervené pozorování nebere v úvahu světelný přírůstek způsobený horkými skvrnami, které jsou na těchto vlnových délkách méně patrné a výrazně snižují účinky okrajového ztemnění. Jak je u červených veleobrů obvyklé, hvězda nemá přesně vymezený okraj kvůli optickým emisím, které se od středu směrem ven pozvolna zmenšují a s nimi se mění i jejich barva, což razantně ztěžuje přesné určení velikosti hvězdy. Z pohledu Země má Betelgeuze díky své velikosti a blízkosti třetí největší úhlový průměr, větší mají již jen hvězdy Slunce a R Doradus. Dále bylo zjištěno, že je tento průměr proměnný. Mezi roky 1993 a 2009 se totiž zmenšil o více než 15 procent (viz dále).
V kombinaci se vzdáleností hvězdy, která se v současné době odhaduje na cca 640 světelných let, lze s určitou přesností získat její skutečný poloměr. Ten se tak pohybuje se v rozmezí 990 – 1000násobku slunečního, což odpovídá zhruba 4,6 AU a dělá tak Betelgeuze jednou z největších hvězd: postavíme-li ji namísto Slunce, povrch by sahal k meteorickému pásu mezi Marsem a Jupiterem.

### Jas
Značná velikost je také částečnou příčinou vysokého jasu hvězdy, který se rovná 9400násobku světelného zářivého výkonu Slunce. Zkombinujeme-li tuto hodnotu se vzdáleností, dostaneme absolutní magnitudu rovnou -5,14. Pokud však vezmeme v úvahu emise na dalších vlnových délkách elektromagnetického spektra včetně infračerveného, hvězda dosáhne mnohem vyššího jasu – více než 135 000násobného a dostává se tak mezi jedny z nejzářivějších hvězd. Důvodem pro toto ohromné množství infračerveného záření spočívá v nízké povrchové teplotě (asi 3 500 K), která v souladu s Wienovým zákonem způsobuje, že hlavní složka záření je umístěna v infračervené oblasti a pouze 13 % energie se vypouští ve formě viditelného světla. Pokud by lidské oko bylo citlivé na všechny vlnové délky elektromagnetického spektra, byla by Betelgeuze nejjasnější hvězdou na obloze, srovnatelnou s Venuší (-4,6).

### Hmotnost
Velká sálavá plocha není však dostačující k vysvětlení takové světelnosti, a proto se odhaduje, že má hvězda poměrně vysokou hmotnost, kterou se pomocí počítačových simulací podařilo určit na 15 – 20násobek hmotnosti Slunce. Nejistota těchto údajů je ale nadále poměrně vysoká a někteří astronomové nevylučují ani možnost, že hvězda disponuje hmotností pouze 10 – 12násobnou.

### Hustota
Hustota, coby podíl hmotnosti a objemu, je u této hvězdy velice nízká: objem je více než 160milionkrát větší než u Slunce a poměr zmíněných veličin dává průměrnou hustotu 2-9×10−8krát menší než u naší hvězdy a dokonce nižší, než kterou má nejlepší vakuum dosažené na Zemi. Díky této vlastnosti bývá Betelgeuze často nazývána „rozpáleným vakuem“. Nízká hustota je společným rysem všech červených veleobrů.

## Struktura

### Fotosféra a magnetické pole

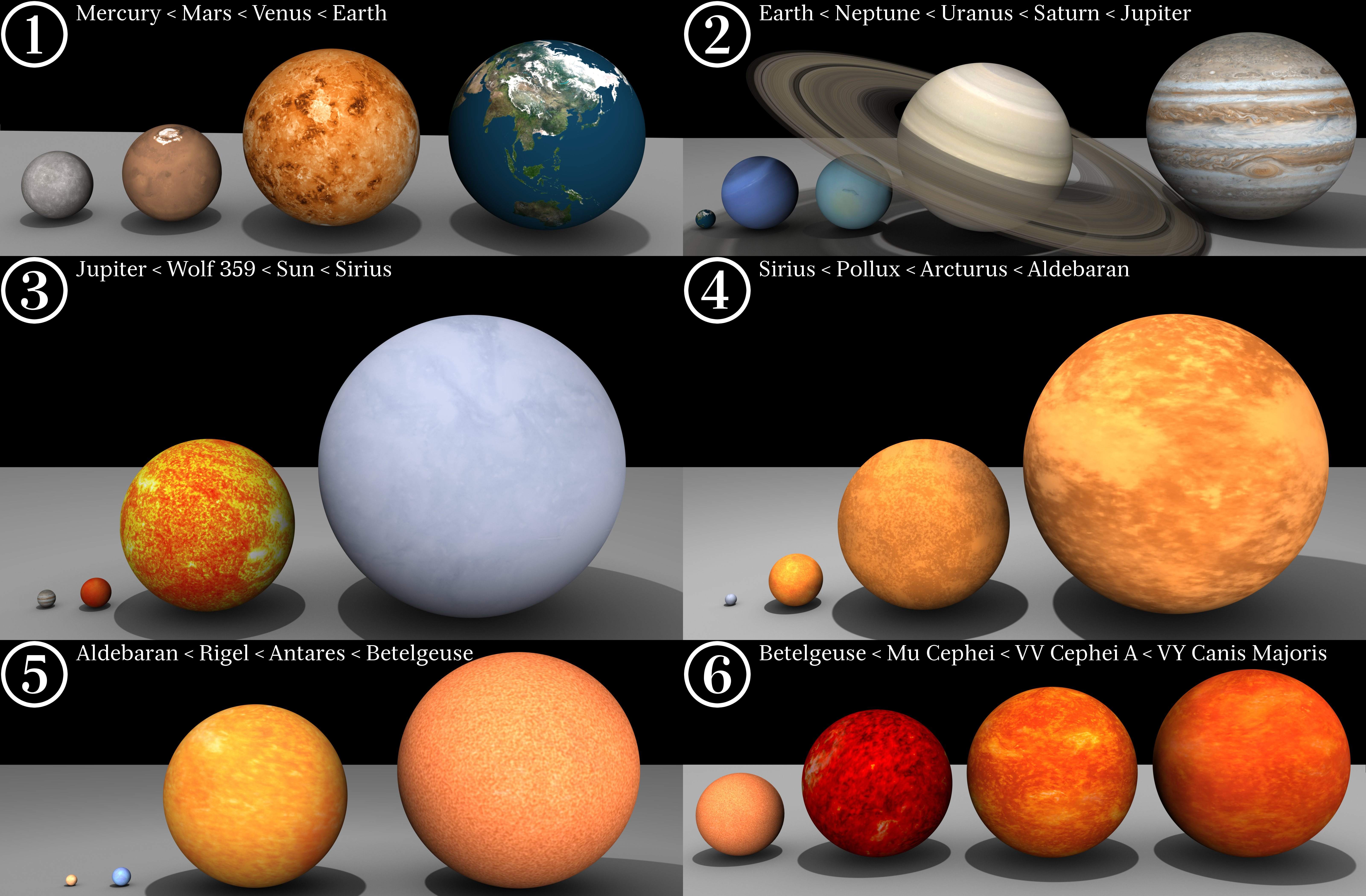
Betelgeuze v porovnání s ostatními hvězdami: Sirius (panel 4) je nejjasnější hvězda noční oblohy, ale vzhledem k Betelgeuze (panel 5) je maličká. Obě dvě hvězdy procházejí noční oblohou ve stejné roční období.

Betelgeuze patří mezi první hvězdy (s výjimkou Slunce), u nichž byla fotosféra (tj. viditelný povrch) pozorována pomocí dalekohledu s aktivní optikou. Objev byl učiněn v několika fázích pomocí sledovacích akcí na Zemi, HST a COAST s vysokou rozlišovací schopností.
Fotosféra Betelgeuze má velice silné okrajové ztemnění spojené s poněkud asymetrickými nepravidelnostmi. Ty jsou přičítány přítomností tzv. horkých skvrn – oblastí s mnohem vyšší teplotou (o více než 2 000 K) vzhledem k okolí. Dle odhadů jsou vytvářeny obřími konvektivními buňkami na rovnoměrném povrchu. Spektroskopická pozorování ukazují rozdíly v rychlosti a teplotě buněk v průběhu přibližně 400 dní. Nastiňují systematické, ale chaotické, vzestupné a sestupné pohyby materiálu uvnitř fotosféry. Nejpravděpodobnější vysvětlení těchto změn spočívá v krátkodobých výkyvech, které provázejí vznik nových konvektivních buněk na povrchu obří hvězdy. Původ těchto buněk lze nalézt v přítomnosti magnetického pole. Předpokládá se, že je toto pole generováno malým lokálním dynamem podle všeho podobným dynamu slunečnímu.
V roce 2002 začali astronomové na základě počítačových simulací spekulovat o tom, že by mohla Betelgeuze vykazovat magnetické aktivity v okolním prostředí, což je faktor, kdy i středně silné pole může mít významný vliv na hvězdný prach, vítr a vlastnosti související se ztrátou hmotnosti. Série spektropolarimetrických pozorování získaných v roce 2010 dalekohledem Bernard Lyot na observatoři Pic du Midi odhalily přítomnost slabého magnetického pole na povrchu Betelgeuze, což naznačuje, že obří konvektivní pohyby veleobra jsou schopny vyvolat malé lokální dynamo.

### Atmosféra a metalicita

Na obrázku je struktura Slunce s fotosférickou granulací:
1. Jádro
2. Vrstva zářivé rovnováhy
3. Konvektivní zóna
4. Fotosféra
5. Chromosféra
6. Koróna
7. Sluneční skvrny
8. Granulace
9. Protuberance

Nad fotosférou je obrovská atmosféra, která od fotosféry sahá do vzdálenosti až desetinásobku poloměru hvězdy (více než 34 AU). Byla zkoumána především prostřednictvím pozorování VLA v délce rozhlasových vln 7 mm. Pozorování prováděná v tomto pásmu ukázala, že se atmosféra skládá téměř výhradně z řídkého plynu, který má teplotu rovnou teplotě fotosféry, s rostoucí vzdáleností od ní má však tendenci klesat. Podobný trend byl potvrzen ultrafialovými pozorováními HST. Měření absorpční čáry Hα pak napovídá astrofyzikům, že je chromosféra poměrně široká a v nepravidelných intervalech monstrózně expanduje a kontraktuje.
Údaje, shromážděné pomocí přístroje AMBER umístěném na Very Large Telescope v Evropské jižní observatoři (ESO), umožnily identifikaci makroturbulencí a silných konvektivních přesunů plynu v různých oblastech atmosféry poblíž fotosféry, které vytvářejí bubliny plynu o velikostech srovnatelných se samotnou hvězdou. Krom toho přístroj zobrazil rozsáhlý asymetrický obal, nazvaný MOLsféra (z angl. molecular sphere = molekulární oblast), který občas sahá od hvězdy až do vzdálenosti rovnající se 1,4 – 1,5násobku jejího poloměru. Uvnitř bylo zjištěno vysoké množství CO (oxid uhelnatý) a CN (kyanid), což posílilo výsledky spektroskopické analýzy, která odhalila přítomnost velkého množství uhlíku, dusíku a kyslíku, prvků endogenní povahy. Vznikly nukleární syntézou jako meziprodukt CNO cyklu (cyklus uhlík-dusík-kyslík) a postupně se přenesly na povrch prouděním z vnitřních vrstev hvězdy. Dále byla ještě objevena přítomnost tenké obálky z vodní páry, zjištěné na základě pozorování ve středním infračerveném pásmu (λ = 5-25 µm).
Sestavené fyzické modely ukazují, že má hvězda metalicitu (či množství prvků těžších než helium) podobnou Slunci.

### Hvězdný vítr a okolní mlhovina
Nyní obklopuje Betelgeuze rozsáhlý oblak prachu a plynu, který v minulosti sama vyvrhla. Prach je generován uvnitř MOLsféry, kde je dostatečně nízká teplota (asi 1 500 K) ke slučování atomů v molekuly a supramolekulární shluky. Tlak záření v důsledku silného jasu hvězdy pak odnáší tato prachová zrna do okolního prostoru, což vede k pomalému (rychlost 17 km/s) a velice prašnému hvězdnému větru. Jeho prostřednictvím ztrácí hvězda značně rychlým tempem svou hmotnost – asi 10−7 až 10−6 M☉ ročně.

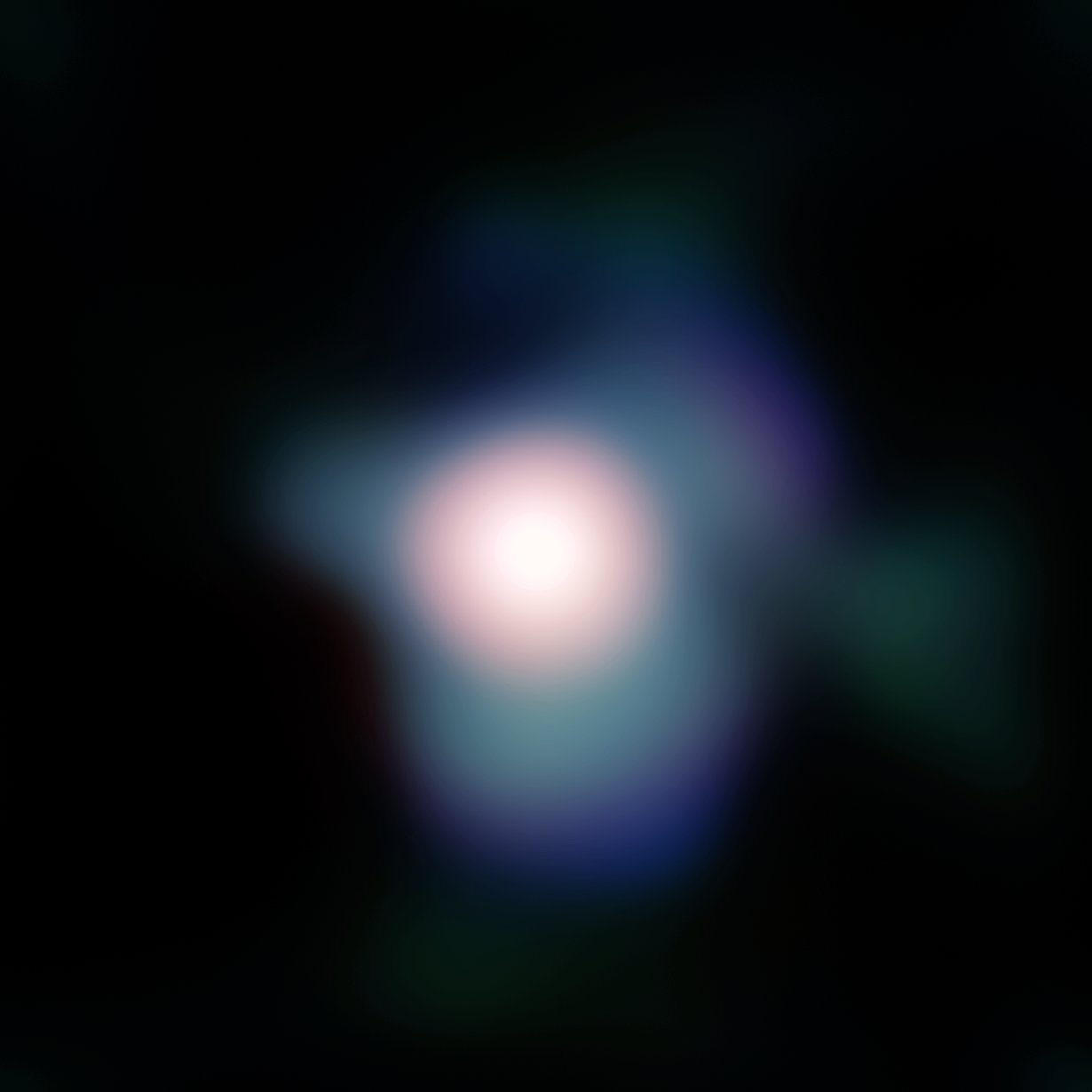
Obraz Betelgeuze, získaný z údajů nashromážděných prostřednictvím VLT ve viditelném a blízkém infračerveném záření; všimněte si namodralého sloupce materiálu, šířícího se od vrcholu atmosférické konvektivní buňky. ESO

Snímky ve vysokém rozlišení, získané ve viditelném a blízkém infračerveném záření pomocí VLT adaptivní optiky NACO (NACO je zkratka pro adaptivní systém NAOS a infračervenou kameru a spektrograf CONICA), mají osvětlit mechanismy vedoucí ke ztrátě hmotnosti, společné všem červeným veleobrům. Obrázky skutečně dokazují přítomnost velkého plynového oblaku, který začíná na jihozápadním kvadrantu povrchu Betelgeuze a rozšiřuje se do okolního prostoru s téměř šestinásobným poloměrem hvězdy (což se rovná vzdálenosti mezi Sluncem a Neptunem). Objevem tohoto vlečného proudu bylo odhaleno, že ke ztrátě hmoty nedochází rovnoměrně po celém jejím povrchu, ale z konkrétních oblastí, které se shodují s obřími konvektivními bublinami v atmosféře.
Větrem vystřelovaná hmota tvoří kolem veleobra řadu oparů prachových prstenců s poměrně složitou a nepravidelnou strukturou. První částečný prstenec z prachu hvězdy se nachází ve vzdálenosti rovnající se trojnásobku jejího poloměru, ale významnější uspořádání bylo nalezeno ve vzdálenosti asi 650 AU. O 12 000 AU dále bylo nalezeno další zhuštění prachu a o dalších 36 000 AU zjištěna přítomnost velkého množství plynu. Nakonec pak byla v ještě větší vzdálenosti objevena existence prachové slupky sahající do vzdálenosti asi až 3,3 ly od hvězdy.
Hned za vrstvou, cca 3,5 ly od centra, byla pomocí infračervených pozorování, prováděných dalekohledem IRAS a nověji prostřednictvím dalekohledu AKARI (navrženým a postaveným Japonskou vesmírnou agenturou (JAXA)), identifikována rázová vlna, která je vytvářena kolizemi mezi větrem hvězdy a okolním mezihvězdným prostředím. Tato formace, pozorovaná při λ = 60 μm, je poměrně úzká, asymetrická a orientovaná ve směru pohybu Betelgeuze. Celková hmotnost materiálu této oblasti je zřejmě 0,14 M☉.

## Život Betelgeuze

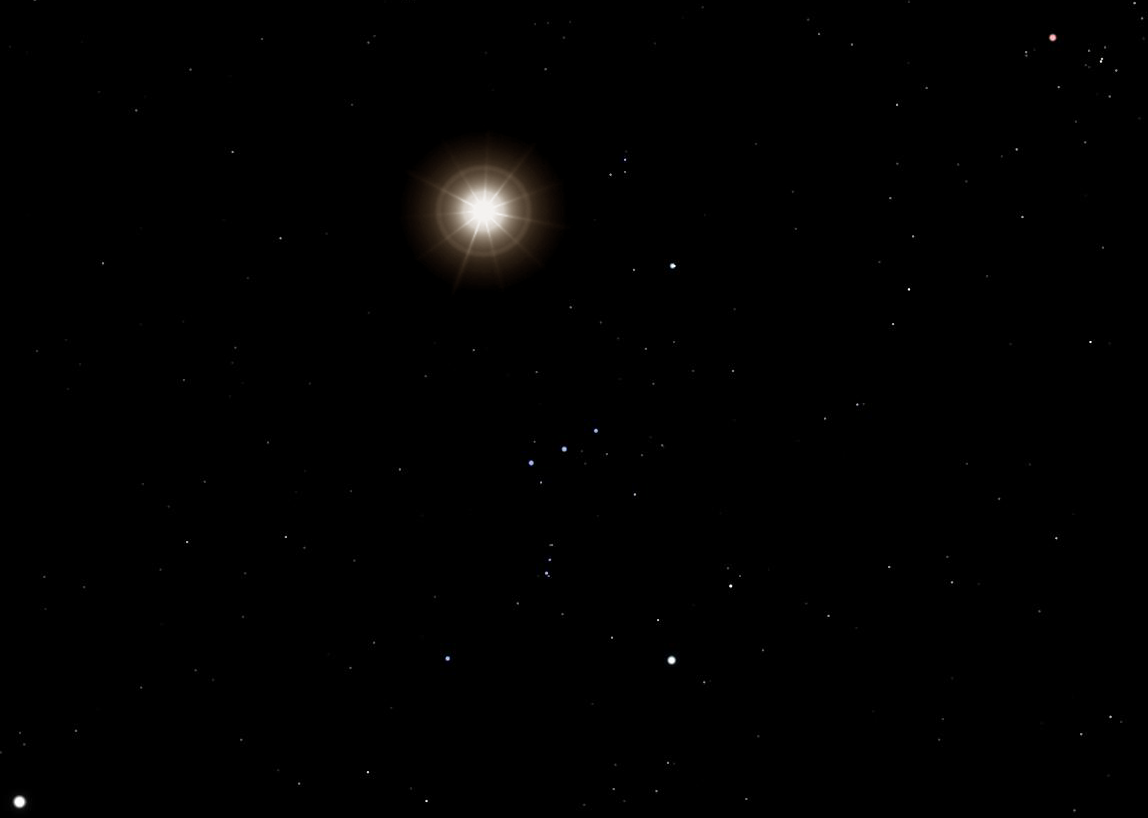
Takto se podle počítačového vyobrazení programem Celestia bude jevit ze Země souhvězdí Orion, až Betelgeuze exploduje jako supernova.

Vznik a následný průběh života Betelgeuze je víceméně společný všem červeným veleobrům. Budoucnost této hvězdy je z určité části zahalena tajemstvím, neboť nám k určení konkrétního scénáře chybí potřebné údaje. Navíc hvězda vykazuje určité odchylky od předpokládaných modelů.
Nyní je Betelgeuze v závěrečné etapě svého vývoje. Období červeného veleobra je vysoce nestabilní, jedná se ve skutečnosti o jakousi předehru před velkolepým zánikem. Astronomové se domnívají, že Betelgeuze spadala vzhledem ke své hmotnosti ve fázi hlavní posloupnosti do třídy B (typická modro-bílá) a setrvala v ní po dobu nejméně 8 – 10 milionů let. Potom podstoupila v posledním milionu let sérii zhroucení, které vyvolaly další jaderné reakce vedoucí nakonec k expanzi do současného stavu červeného veleobra.
I budoucí osud závisí na její hmotnosti, protože obsahuje pravděpodobně více než 15násobek sluneční hmoty. Díky tomu astronomové věří, že svůj život ukončí vybuchnutím do nádherné supernovy. Není známo, kdy se tak přesně stane, a proto se názory docela liší. Někteří vidí proměnnost jako znamení, že je již ve fázi, kdy zpracovává jadernou fúzí uhlík na kyslík a neon, a má tedy před koncem jen pár tisíc let. Jiní tuto hypotézu odmítají a tvrdí, že hvězda bude potřebovat spíše ještě několik milionů let, než k onomu výbuchu dojde. Další považují za nepravděpodobné, že by k tomuto jevu došlo za tak dlouhou dobu, odmítají ale tvrzení, že by se stalo během několika staletí. Dle současných matematicko-fyzikálních modelů můžeme určit složitou sérii událostí, které předcházejí a nadcházejí explozi hvězdy. Model ji ukazuje jako typickou supernovu typu II-P, která se vyznačuje světelnou křivkou se zploštěním (plató). Toto zploštění naznačuje, že jas bude klesat jen velmi pozvolna.
Hvězda zůstává v činnosti díky jaderné fúzní reakci (nukleární syntéza) uvnitř svého jádra, které vyzařuje energii nezbytnou k boji proti své vlastní gravitační síle, která by jinak způsobila zhroucení hvězdy sama do sebe. Méně hmotné hvězdy (kupříkladu Slunce) mají během fáze hlavní posloupnosti nad jádrem z helia vrstvu vodíku, přičemž se tyto vrstvy navzájem prolínají a mohou v případě dostatečné hmotnosti přejít ke slučování helia na uhlík a kyslík. Hmotné hvězdy, dokončující fúzi helia na uhlík, dosáhnou ve svých jádrech potřebné teploty a tlaku ke slučování těžších prvků, jakými jsou kyslík, neon, křemík a síra. Konečnými produkty nukleární syntézy jsou nikl-56 (56Ni) a kobalt-56 (56Co) jako výsledek několikastupňového procesu slučování křemíku. Nikl-56 a kobalt-56 se rychle rozpadají na železo-56 (56Fe) a hromadí se v centru hvězdy.

Vnitřek hmotné hvězdy se vyvíjí vícevrstvě (bez měřítka).

Když železné jádro dosáhne hmotnosti nad Chandrasekharův limit, stává se nestabilním a zhroutí se do neutronové hvězdy. Její vznik vyvine emise toku asi 1046 joulů z neutrin a potrvá jim asi hodinu, než projdou vnější vodíkovou vrstvou a uniknou do okolního prostoru. Kolaps generuje sérii nárazových vln, které poté, co zhruba za den dosáhnou hvězdného povrchu, způsobí rozkouskování, což vede k náhlému záblesku ultrafialového záření o intenzitě ve výši 100 miliardnásobku sluneční. V průběhu dvou týdnů po výbuchu se celková světelnost supernovy nejprve sníží a poté dosáhne maximální jasnosti. Mezitím se odhozený materiál vlivem své expanze (až do vzdálenosti 100 AU od hvězdy) ochlazuje. V tomto bodě supernova zůstává v ustáleném stavu (symbolizovaném horní plošinou světelné křivky) asi 2–3 měsíce, během něhož se hodnota absolutní svítivosti zvýší na násobek jedné miliardy svítivosti Slunce, zatímco efektivní teplota zůstává na hodnotě přibližně 6000 K.
Ze vzdálenosti 550 světelných let by exploze supernovy byla zaznamenána jako nejjasnější objekt na noční obloze, který by bylo možné zároveň sledovat i za bílého dne. Disponoval by zdánlivou hvězdnou velikostí -12, která se rovná dorůstajícímu Měsíci. V této fázi bude Betelgeuze viditelná i za denního světla a tyto podmínky přetrvají i několik měsíců, přičemž poté nastane rychlý pokles jasu.
V bezprostředně následujících letech po výbuchu bude hlavní složkou emise ze zbytku supernovy radioaktivní rozpad kobaltu-56 na železo-56. Vzniklé gama paprsky budou zablokovány rozpínající se obálkou z vodíku. V následujícím tisíciletí dojde k explozi – vnější vrstvy hvězdy se rozšíří až do vzdálenosti dvaceti světelných let a budou stále chladnout, ředit se a snižovat svítivost. Tvoří se tak pozůstatky supernovy, které obohacují okolní mezihvězdný prostor těžkými prvky, vyrobených hvězdami v závěrečných fázích jejich života. Pokud se pozůstatkem stane neutronová hvězda (konkrétně pulsar), pak by mohla produkovat gama záření po tisíce let. Profesor J. Craig Wheeler z Texaské univerzity v Austinu předpovídá, že supernova vydá na 1053 ergů neutrin, která budou hodinu procházet okolní vodíkovou obálkou hvězdy a o několik století později dosáhnou sluneční soustavu. Rotační osa hvězdy dle modelů neukazuje směrem k Zemi a tak je nepravděpodobné, že by supernova na Zemi poslala gama záblesk tak velký, aby na ní vznikly škody na ekosystému. Záblesk ultrafialového záření z exploze bude slabší, než ultrafialový výkon Slunce.[zdroj?]

## Proměnnost

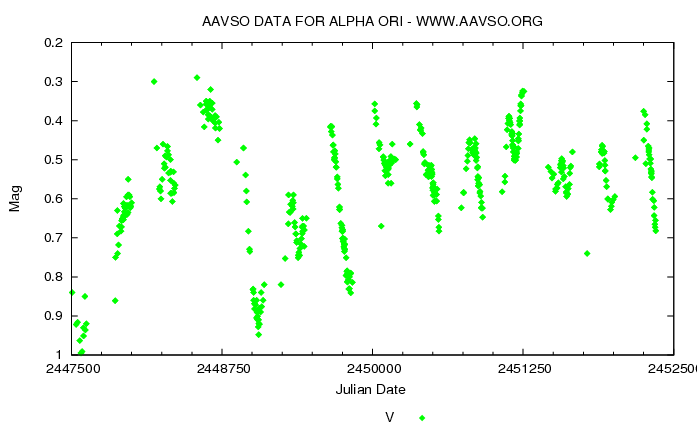
Světelná křivka Betelgeuze v období 12/1998-08/2008. AAVSO

Betelgeuze je také známá jako polopravidelně pulsující proměnná hvězda charakteristická nepředvídatelnými a často velkými výkyvy jasnosti s cyklem několika měsíců (v tomto případě mezi 150 a 300 dny), které se překrývají s méně pravidelnou proměnností s periodou 2070 – 2355 dní (přibližně 5,7 let). Během této doby se hvězda pohybuje kolem své průměrné velikosti 0,5 s ostrými maximy svítivosti různými cyklus do cyklu. Jako proměnná hvězda se klasifikuje mezi SRC: veleobry s amplitudami o 1 magnitudě a periodě světelné změny od 30 do několika tisíců dní. Budeme-li předpokládat vzdálenost 197 pc (cca 640 ly), maximální absolutní magnituda bude -6,27, zatímco minimální by byla -5,27 a střední hodnota -6,05. Údaje od AAVSO ukazují, že velikost hvězdy dosáhla nejmenší hodnoty maxima 0,2 během let 1933 a 1942, kdy konkurovala jasu Rigelu, a nejvyšší hodnota minima 1,2 v letech 1927 a 1941, kdy dosáhla těsně nad jas nedaleké Bellatrix.
Sledování zaznamenaná ve starší době zejména Johnem Herschelem ukázala, že v jiných obdobích měla Betelgeuze mnohem širší rozsah jasu, než který poskytl AAVSO, s vrcholy až do -0,1 v roce 1852, kdy překročila svítivost Rigelu a minimální velikost 1,3 s vrcholy ve výši 1,5 a 1,6. Nejen z těchto důvodů je tato hvězda obzvláště zajímavá pro pozorování; žádná jiná hvězda první velikosti totiž ve skutečnosti nevykazuje tak výrazné změny v jasu v intervalech s poměrně krátkou dobou trvání.
Výzkumníci nabídli různé hypotézy k vysvětlení tohoto jevu, navzdory faktu, že mechanismy ovládající proměnnost světla, které jsou i dnes předmětem intenzivního studia, nejsou ještě plně objasněny. Naše současné chápání hvězdné struktury naznačuje, že se vnější vrstvy tohoto veleobra postupně rozšiřují, díky čemuž se povrch (fotosféra) střídavě zvyšuje a snižuje a teplota stoupá a klesá. Červený veleobr, jakým je i Betelgeuze, tímto způsobem pulsuje vlivem vnitřní nestability své atmosféry. Tato pulsace se projevuje jako několik provázaných cyklů. Působením hvězdné kontrakce se pohltí více a více energie, vyzařované fotosférou, která způsobuje ohřev a v souladu se zákonem o plynech i rozšíření atmosféry. A naopak, jak hvězda expanduje, její atmosféra se stává méně hustou, umožňuje únik energie (světelná energie projde snadněji) a tím se tak ochlazuje, což s sebou nese pokles sálavosti povrchu, snížení teploty a tedy i množství záření a v konečném důsledku opětovné smršťování. Výpočet pulsace hvězdy a modelování její periodicity je díky těmto provázaným cyklům poměrně těžký, navíc cyklus pulzace Betelgeuze vyniká určitou asymetrií, způsobenou pravděpodobně horkými skvrnami v chromosféře. V dokumentech Joela Stebbinse a R. F. Sanforda ze třicátých let jsou uvedena krátkodobá kolísání od 150 dnů do 300 dnů, modulující pravidelné cyklické změny s periodicitou zhruba 5,7 let. Během pulsačního cyklu mění Betelgeuze svou velikost o více než 60 % z přibližně 840 na více než 1 400 slunečních poloměrů. Proměnlivost hvězdy se zdá být ve vztahu s obdobím velkého odvrhování hmoty a zvýšenou tvorbou prachu.

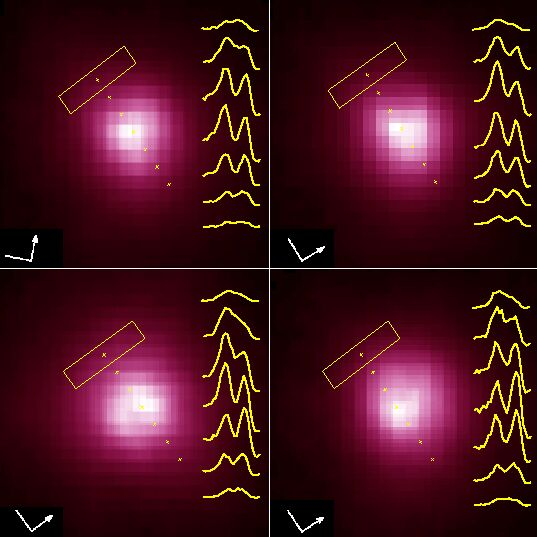
Obrázek v UV záření znázorňující pulzaci hvězdy s dlouhým cyklem variability. Všimněte si změn vzhledu horkých bodů na povrchu. NASA

Ve skutečnosti veleobr vykazuje konzistentní nepravidelné fotometrické, polarimetrické a spektroskopické změny, což ukazuje na komplexní činnost na povrchu hvězdy a v její rozšířené atmosféře. Na rozdíl od většiny veleobrů, kteří jsou typičtí dlouhými obdobími variability s vcelku pravidelnými periodami, tak rudí obři jsou charakterističtí vesměs polopravidelným nebo nepravidelným pulsováním. Mezníkem je dokument publikovaný roku 1975 Martinem Schwarzschildem, v němž nejjasnější výkyvy připisuje měnícím se granulacím ztvárněným několika málo obrovskými konvekčními buňkami pokrývajícími povrch těchto hvězd. Pro Slunce tyto konvekční buňky (zvané sluneční granule) představují největší přenos tepla – z tohoto důvodu tyto konvekční elementy ovládají změny jasnosti ve sluneční fotosféře. Typický průměr sluneční granule je asi 2 000 km (plocha zhruba o velikosti Indie) s průměrnou hloubkou 700 km. Na sluneční fotosféře tak o ploše zhruba 6 bilionů km2 leží asi 2 miliony těchto granulí, jež kvůli svému množství produkují relativně konstantní proudění. Domníváme se, že pod těmito granulemi je 5 000 – 10 000 supergranulí se středním průměrem 30 000 km a hloubkou asi 10 000 km. Schwarzschild však tvrdí, že hvězdy jako Betelgeuze mohou mít jen tucet těchto obřích granulí o průměru kolem 180 milionů kilometrů a hloubkou asi 60 milionů kilometrů, což má za následek neefektivnost konvekce, vzhledem k velmi nízké teplotě a mimořádně nízké hustotě obálky rudého obra. V důsledku toho, i kdyby byla pro nás vždy viditelná jen třetina těchto konvekčních buněk, se časové změny v pozorovaném světle mohou též odrážet ve změnách jasu vnitřního světla hvězdy.
Jak se zdá, Schwarzschildova hypotéza gigantických konvekčních buněk, dominujících povrchu červených obrů a veleobrů, si dokázala získat své příznivce. V roce 1995 HST zachytil první přímý obraz povrchu veleobra.
Obrázek odhalil rozšířenou chromosféru o zhruba dvojnásobném úhlovém průměru hvězdy s tajemnými horkými skvrnami nacházejícími se v jihozápadním kvadrantu disku, které dominují celkovému ultrafialovému toku. Horké skvrny se zdají být teplejší než okolní chromosféra o 2 000 K. „Jeden z významných rysů je zřetelná odlišnost od rozptýlených menších oblastí činnosti, které obvykle nacházíme na Slunci, přestože je charakteristický pro hvězdnou magnetickou aktivitu silný ultrafialový tok. Nehomogenity mohou být způsobeny rozsáhlými konvekcemi buněk nebo jsou důsledkem globálních pulsací a rázových struktur zahřívajících chromosféru,“ tvrdí Andrea Dupree a Ronald Gililand.
O dva roky později (1997) astronomové pozorovali složité asymetrie v rozložení jasu hvězdy a odhalili nejméně tři jasné skvrny na hvězdném disku. Poté roku 2000 další tým astronomů pod vedením Alexe Lobela z Harvard-Smithsonian Center for Astrophysics (CfA) poznamenal, že Betelgeuze ve své neklidné atmosféře vykazuje prudké bouře teplého a studeného plynu. Možnou příčinou jsou asymetrické pulzace v chromosféře. Tým se domníval, že se tyto rozsáhlé oblasti ve fotosféře občas v různých směrech silně vyboulí a chrlí dlouhé sloupce teplého plynu do studené prachové obálky. Další podané vysvětlení je výskyt rázových vln způsobených teplým plynem procházejícím chladnějšími oblastmi hvězdy. Tým, zkoumající v letech 1998–2003 atmosféru Betelgeuze spektrometrem STIS na palubě Hubbleova teleskopu, zjistil, že bublající činnost v chromosféře odhazuje plyn na jednu stranu, zatímco na druhé straně padá dovnitř podobně jako zpomalené víření lávové lampy.

## Pokles velikosti

Diagram zobrazující rozdíly ve velikosti Betelgeuse (přerušovaná červená čára) ve srovnání s oběžnými dráhami planet a trpasličími planetami z vnitřní části sluneční soustavy (modré přerušované čáry). Stupnice ukazuje vzdálenost od Slunce v astronomických jednotkách (AU).

Výsledky některých studií, publikovaných během 214. setkání Americké astronomické společnosti, ukázaly, že velikost Betelgeuze mezi lety 1993 až 2009 poklesla o více než 15 % a nezdá se, že by tento pokles měl nějakou souvislost s variabilitou hvězdy. Informace byla zjištěna na základně dlouholetého pozorování, které se uskutečnilo pomocí infračerveného prostorového interferometru (zkoumala se vlnová délka 11,15 µm) na observatoři Mount Wilson. V průběhu 16 let měření ukázala, že se poloměr postupně zmenšoval z 5,6 AU na 4,8 AU, což je vzdálenost, srovnatelná se s tou mezi planetou Venuší a Sluncem.
Studuje se příčina tohoto poklesu. Někteří astronomové uvažují o možnosti dlouhodobého rozměrového kmitání vlivem gravitačního kolapsu odhazováním materiálu spojeným s hrozícím výbuchem Betelgeuze v supernovu. Jiní se domnívají, že hvězda jednoduše v důsledku své rotace ukazuje jinou část svého povrchu, která je velice nepravidelná (viz sekce Fotosféra a magnetické pole).

## Vícenásobný systém

Ilustrace aperturní masky jakou používají Buscher a kolektiv ve svých objevech horkých skvrn, nálezu, který pomohl k přesunu pátrání po hvězdném společníkovi.

Někteří astronomové začali na základě několika zvláštností, zjištěných během zkoumání interferometrických pozorování (zejména prostřednictvím skvrnové interferometrie), předpokládat přítomnost hvězdných společníků na oběžné dráze Betelgeuze.
Margarita Karovska oznámila v roce 1985 ve spojení s jinými astrofyziky na Harvard-Smithsonian Center for Astrophysics objev dvou blízkých společníků obíhajících Betelgeuze. Analýza polarizačních údajů z let 1968 až 1983 ukázala, že hvězda má jednoho společníka s dobou oběhu asi 2,1 let (někde[zdroj?] se uvádí 2,2 let). Tým si uvědomil, že pozorované polarizace mohly být způsobeny systémovými asymetriemi vytvořenými blízkým společníkem okolo veleobra uvnitř jeho rozšířené prachové obálky. Pomocí skvrnové interferometrie došla skupina k závěru, že se bližší ze dvou společníků nachází 0,06 ± 0,01 úhlových vteřin od primární hvězdy s úhlem otočení o 273° a vzdálenějšího společníka odhadli na 0,51 ± 0,01 obloukových vteřin (což je vzdálenost od mateřské hvězdy cca 40 – 50 AU) od centra s úhlem otočení 278°. Změřený rozdíl magnitud s ohledem na primární složku činil v 656,3 nm (H-alfa) a 656,8 nm (červené kontinuum) pro blízkou složku 3,4 a 3,0 a pro vzdálenější složku 4,6 a 4,3.
Dále Karovska vypočítala možnou oběžnou dráhu pro hypotetického nejbližšího společníka. S ohledem na hodnotu 20 hmotností Slunce pro Betelgeuze a 4 pro společníka, obíhají obě dvě hvězdy kolem společného těžiště po dobu 2,08 let a jsou 4,7 AU od sebe. Podle průzkumů se předpokládá, že by sekundární složkou mohl být žlutý obr o spektrální třídě alespoň G5 s desetinásobným slunečním poloměrem, též se uvažuje o přenosu hmoty mezi těmito dvěma objekty s akrečním diskem kolem menšího společníka. Těsnost hypotetické hvězdy vede některé astronomy ke spekulacím, že na zlomek své oběžné doby může procházet vnějšími vrstvami veleobra (tedy nejen jeho atmosférou); tento jev je možný díky jejich nízké hustotě.
V následujících letech začaly různé týmy astronomů sledovat data s nadějí získat další potvrzení. V roce 1987 Andrea Dupree z následujícího pozorování: „Periastron nedávno objeveného bližšího optického společníka alfa Ori je odhadován na 1986,7. Detekce atmosférické poruchy, podobné těm nalezeným po posledním periastronu (cca 1984,6), silně podporují přítomnost společníka.“ V roce 1990 provedli David F. Büscher, John E. Baldwin a tým spolupracovníků z Cavendish Astrophysics Group řadu snímků s vysokým rozlišením na vlnových délkách 633, 700 a 710 nm za použití neredundantní aperturní maskovací metody. Na všech těchto vyjmenovaných vlnových délkách se objevil jednoznačný důkaz pro asymetrické funkce na povrchu hvězdy, které zároveň přispěly 10–15 procentům k celkově pozorovanému toku hvězdy. Jejich závěr byl, že takový jev mohl být způsoben blízkým společníkem obíhajícím okolo hvězdného disku, odlišně se fotosféricky rozjasňujícím díky účinkům hvězdné rotace nebo dle dalšího pravděpodobnějšího scénáře – „rozsáhlými konvekcemi v atmosféře hvězdy“, jak navrhl Schwarzschild.
O dva roky později, v roce 1992, kolegové z Cavendishe zveřejnili další dokument, tentokrát pod taktovkou Richarda W. Wilsona, kde upozornili, že jasné rysy na povrchu Betelgeuze se zdají být „příliš světlé ve spojení s průchody navrženého společníka před červeným obrem“. Také si všimli, že jsou tyto rysy slabší na 710 než na 700 nm o faktor 1,8, což naznačuje, že by musely pobývat v molekulární atmosféře hvězdy.
Tentýž rok Karovska zveřejnila nový dokument potvrzující její interpretaci dat a jejích kolegů. Poznamenala ale také, že „souvztažnost mezi vypočtenými polohovými úhly společníka a naměřenými pozičními úhly asymetrie naznačuje, že je možné spojení mezi asymetrií a společníkem. Asymetrie ve snímcích mohou být způsobeny dosud neurčeným společníkem, přílivovým zkreslením atmosféry veleobra případně neurčeným světlým bodem na hvězdě otočeným směrem ke společníkovi. Chceme-li určit povahu společníka (který dnes zůstává záhadou), je velmi důležité získat další skvrnová pozorování pomocí velkých aperturních dalekohledů, koordinovaná s ostatními pozorování ze Země a z vesmíru.“.
Od té doby obrátili svou pozornost výzkumní pracovníci na analýzu složité dynamiky rozšířené atmosféry hvězdy a ohledně společníků hvězdy toho bylo publikováno jen málo. Catalog of Components of Double and Multiple Stars vypisuje alespoň čtyři sousední hvězdy tohoto hvězdného obra, všechny do tří úhlových minut, ale kromě veličin hmotnosti a pozičních úhlů se toho ví jinak málo. V následujícím desetiletí přinesou nově vyvinuté technologie další informace k rozpletení záhadné minulosti hvězdy a možná objevíme nezvratný důkaz. Vzhledem k plánované kapacitě mise Gaia se předpokládalo, že potvrzení může přijít kdykoli poté, co měla být spuštěna v prosinci 2012. Následná pozorování nepotvrdila přítomnost těchto společníků kolem hvězdy, budoucí možné objevy snad na tuto problematiku vrhnou jasnější světlo. Betelgeuze je tak nadále považována za jednu hvězdu.

## Galaktické okolí

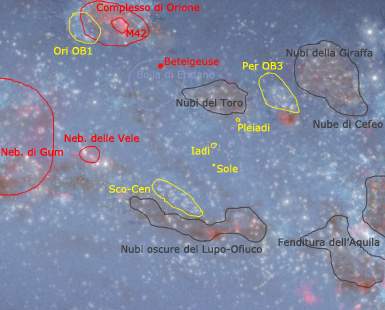
Obrázek zobrazující detail Orionova ramena se Sluncem uprostřed, Betelgeuze nahoře a dalšími galaktickými strukturami.

Pozice Betelgeuze.

Většina hvězd v souhvězdí Orion patří k hvězdné asociaci Orion OB1, zahrnující téměř všechny modré hvězdy viditelné v souhvězdí – zejména ty, které tvoří pás a meč, umístěné v těsném spojení s rozlehlým komplexem obřího molekulárního mračna, známém jako Orionův komplex. Asociace je rozdělena do čtyř podskupin z OB-hvězd různých věkových kategorií, od nejmladších po nejstarší, vzniklých minimálně před 10 miliony lety. Betelgeuze je v relativně krátké vzdálenosti od tohoto komplexu (asi 200 pc, což je cca 650 ly), podobná vzdálenost ji odděluje od sluneční soustavy.
Vlastní pohyb hvězdy je v porovnání s okolním mezihvězdným prostředím přibližně 30 km/s a nesměruje k Zemi, nýbrž k nedalekému souhvězdí Blíženců ve směru galaktické roviny. Tato vysoká hodnota vlastního pohybu, spojená s podobně vysokou radiální rychlostí, dělá z Betelgeuze hvězdného uprchlíka. Hvězdy, tvořící skupinu 25 Ori, jež se nacházejí v podskupině Orion OB1a, mají podobné rychlosti. Zpětná časová projekce pohybu Betelgeuze ukázala, že nikdy neměla žádnou souvislost s asociací OB a pochází tak zřejmě z oblasti galaktického disku. Tato hypotéza ale nikdy nevzbudila velkou pozornost, protože se hvězdné regiony vyskytují zásadně poblíž roviny Galaxie. Astronomové tak zpracovali druhou možnost, v níž hvězda vznikla z dnes již zaniklého sdružení, které se mělo nacházet v SE OB1a, nebo se hvězda, vzhledem k jejímu odhadovanému stáří (cca 10 milionů let) shodujícím se s odhadovaným věkem pro sdružení, vytvořila v těsném spojení, ale měla dvojnásobné gravitační zrychlení, které vedlo nakonec k současné pozici. První zrychlení obdržela, když se přestěhovala z utvářeného regionu asi 200 pc od sluneční soustavy. Druhé, k němuž došlo asi před milionem let a je zodpovědné za aktuální vlastní pohyb, získala výbuchem v oblasti mezi asociací a okolím Eridanovy bubliny z jedné nebo více supernov, jejichž rázové vlny změnily revoluční pohyb hvězdy kolem galaktického centra v pohyb lineární.
Betelgeuze a komplex se nachází v Mléčné dráze, a to v Orionově rameni, kde najdeme také naši sluneční soustavu. Obě dvě složky jsou od sebe odděleny asi 6 500 světelnými roky.

## Pozorování

### Kdy a kde

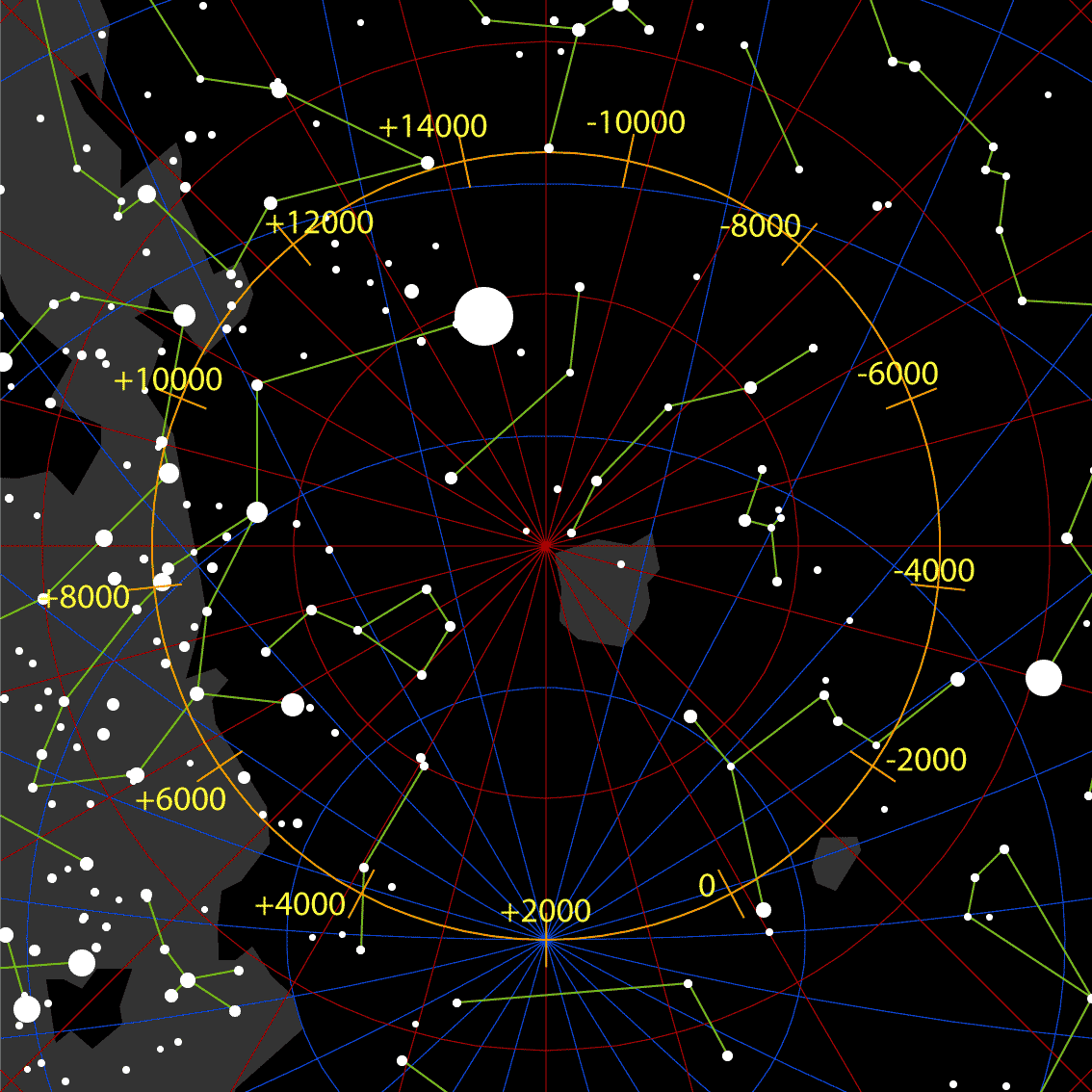
Precesní pohyb jižního nebeského pólu. Jasná hvězda v horní části je Canopus: když se přiblíží k jižnímu pólu, Betelgeuse má silnou jižní deklinaci.

Betelgeuze je snadné na noční obloze nalézt i ve velkých městech, neboť leží v severovýchodní části souhvězdí Orionu poblíž slavného Orionova pásu a má výraznou oranžovo-červenou barvu, rozpoznatelnou dokonce i pouhým okem a nádherně kontrastující s barvou modrou, typickou pro ostatní hvězdy v této části oblohy. Stálice též představuje severozápadní vrchol velkého a zářivého asterismu Zimní trojúhelník.
Začátkem ledna každého roku ji můžeme spatřit na východě těsně po západu Slunce, vidět však začíná být již začátkem prosince nízko nad východním obzorem v pozdních večerech. V polovině března je na večerní obloze viditelná i na jihu a ačkoli se jedná o hvězdu severní polokoule (na severním pólu je dokonce cirkumpolární – nikdy nezapadá), díky své deklinaci +7° 24‘ je však stále dost blízko nebeskému rovníku, aby byla viditelná ze všech oblastí Země s výjimkou nejvnitřnější části Antarktického kontinentu, kde se nachází jen pár výzkumných stanic. I ve městech na jižní polokouli, jako je např. Sydney, Buenos Aires či Kapské Město, kde by se dalo očekávat, že je hvězda již za obzorem, stoupá téměř 49° nad obzor. Jakmile přijde květen, je možné červeného veleobra zahlédnout krátce na západním horizontu těsně po západu Slunce (během soumraku). Poté se vrací na východ a v srpnu je viditelný těsně před svítáním.

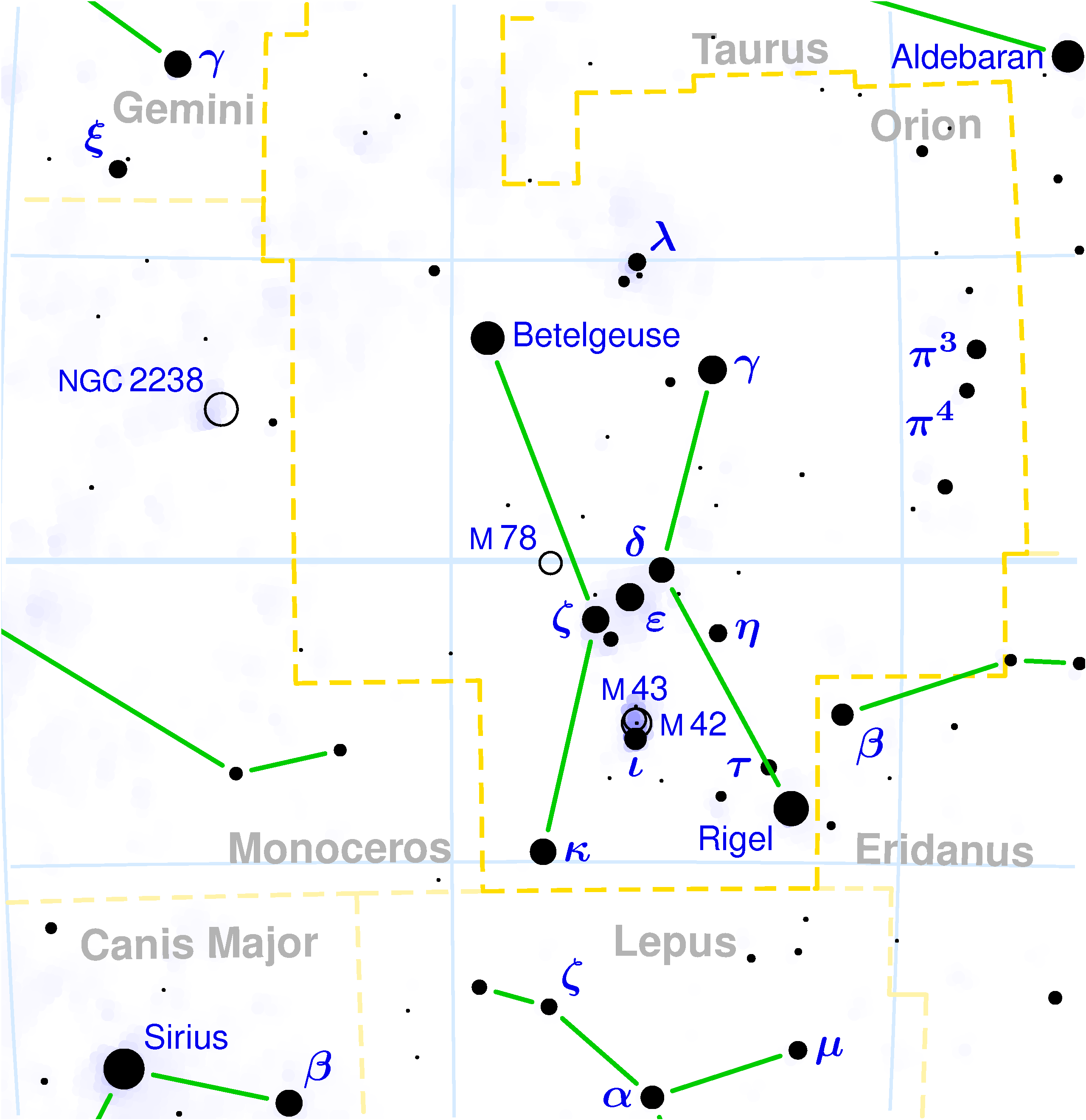
Souhvězdí Orion

Jeví se jako druhá nejjasnější hvězda Orionu, sedmá nejjasnější hvězda na severní polokouli, devátá nejjasnější hvězda noční oblohy a desátá nejjasnější hvězda oblohy s průměrnou magnitudou 0,42, jak je uvedeno v SIMBAD. Jasnější Rigel (beta Orionis), ležící v jihozápadní části Orionu, je naproti tomu s 0,12 mag diametrálně odlišný. Betelgeuze, Rigel a Deneb (alfa Cygni) jsou nejvzdálenější ze všech hvězd první velikosti, kterých je celkově na obloze přibližně dvacet. Díky své jasnosti a vzdálenosti musí být absolutní velikost těchto hvězd velice vysoká. Vzhledem k tomu, že je Betelgeuze proměnná hvězda (rozsah svítivosti bývá patrný až s odstupem několika let, kdy se jas porovnává s ostatními hvězdami), jejíž jasnost se pohybuje v rozmezí 0,2 (až 0,3) mag až 1,2 mag, bývá občas jasnější než bílý Prokyon (alfa CMi), a tím se stává sedmou nejjasnější hvězdou nebeské sféry. V některých chvílích se však může stát dokonce šestou nejjasnější hvězdou. U „předběhnutého“ Rigelu je totiž známo, že se jedná o ternární hvězdný systém, jehož minimální jas dosahuje 0,3 mag pouze krátkou chvíli každý 22. a 25. den, kdy jedna z jeho obíhajících složek zacloní hlavní hvězdu. Období maximálního jasu Betelgeuze trvá jen několik měsíců jednou za 7 až 9 let. Když je Betelgeuze ve své temné fázi, zaostává i za Deneb, 19. nejjasnější hvězdou a soutěží s Mimosou o 20. pozici. Tehdy je srovnatelná např. se sousední Bellatrix (gamma Orionis), pravým ramenem Orionu, s velikostí 1,64 mag.
Betelgeuze má barevný index (BV) 1,86, což je číslo, jehož hodnota ukazuje na pokročilou „červenost“ tohoto nebeského objektu. Byla první hvězdou vyfotografovanou pomocí dalekohledu; nejdříve ze Země prostřednictvím API (aperturní maskovací interferometrie) a později Hubbleovým teleskopem, následovaném pozorováním s vysokým rozlišením pomocí COAST dalekohledu. Fotosféra Betelgeuze je rozšířena atmosférou zvanou chromosféra, vydávající silné převážně emisní čáry. Nemá teplotu vyšší než 5 500 K a je protáhlá až na sedminásobek průměru hvězdy. Bylo zpozorováno, že se tato rozšířená plynná atmosféra značně roztahuje a zase smršťuje, zřejmě v závislosti na výkyvech radiální rychlosti ve fotosféře. Jen asi 13 % zářivé energie hvězdy je emitováno ve formě viditelného světla, zbytek se vyskytuje spíše v infračervené formě. Za předpokladu, že by naše oči byly citlivé na záření všech vlnových délek, jevila by se nám Betelgeuze jako nejjasnější hvězda na obloze.

### Precese
Díky precesi zemské osy se souřadnice Betelgeuze s časem značně mění. V současné době je rektascenze hvězdy 5h 55m, což je velmi blízko 6h a odpovídá nejsevernějšímu bodu, kterého může ekliptika dosáhnout na sever od nebeského rovníku, a proto také označuje nejsevernější bod, jenž nebeský objekt, které se nalézá poblíž ní, může dosáhnout. Nyní je tedy sklon Betelgeuze nejsevernější a odpovídá cca 7°. Proto je v současné době umístěn na své nejsevernější deklinaci odpovídající cca +7°.
Na protější části nynější precesní éry (což je před asi 13 000 lety) měla Betelgeuze souřadnici rektascenze rovnou 18h, která odpovídá nejjižnější deklinaci, jenž objekt dosáhne; odečtením aktuální hodnoty +7° ze 47° (rovná se dvojnásobku sklonu zemské osy) získáme souřadnici -40°. To znamená, že před 13 000 lety byla hvězda spíše jižní a bylo ji možné pozorovat pouze na jihu od 50. rovnoběžky na sever. Po většinu doby precese je Betelgeuze pozorovatelná na mnoha oblastech severní polokoule. Přidaný vlastní pohyb hvězdy má i tak, díky k odlehlosti, jen minimální vliv na zdánlivou polohu. V současné době Betelgeuze dosáhla své maximální severní deklinace spolu s téměř celým souhvězdím Orion, jenž je nyní na cestě světovému rovníku. Za cca 5 000 let bude celé souhvězdí včetně Betelgeuze zcela na jižní polokouli.

## Výzkum

### Historie
Hvězda je díky své velké jasnosti a charakteristické červeno-oranžové barvě dobře známá již od starověku. Číňan S'-ma Čchien v Zápiscích historika, sepsaných na přelomu 2. a 1. století př. n. l., charakterizoval Betelgeuse jako typickou žlutou hvězdu. Ptolemaios ji ve svém Almagestu, pocházejícím z poloviny následujícího století, popsal jako ὑπόκιρρος (hypókirros), což přeložil Ulugbek jako rubínově červenou, spolu se Siriem (nad jeho barvou, která je v současné době modrobílá, intenzivně diskutovalo mnoho učenců), Antaresem, Aldebaranem, Arcturem a Polluxem majícími všechny barvy od oranžové po tmavě červenou. Čínský astrofyzik Fang Li-č' se na základě úryvku Zápisků historika domnívá, že se hvězda v této době rozvíjela v červeného veleobra. Nicméně, teorie se nezdá příliš pravděpodobná, poněvadž je v rozporu s modelem vývoje hvězd, dle kterého tento přechod nastane za mnohem delší dobu. Je však možné, že je tato změna ze žluto-bílé barvy na červenou důsledkem odhození povrchové vrstvy prachu a plynu.
Před moderním systémem klasifikace hvězd si Angelo Secchi si vytvořil svůj vlastní systém, kde prostřednictvím spektrální analýzy určil Antares a Betelgeuse jako prototypy pro svou třídu III (oranžová až červená).

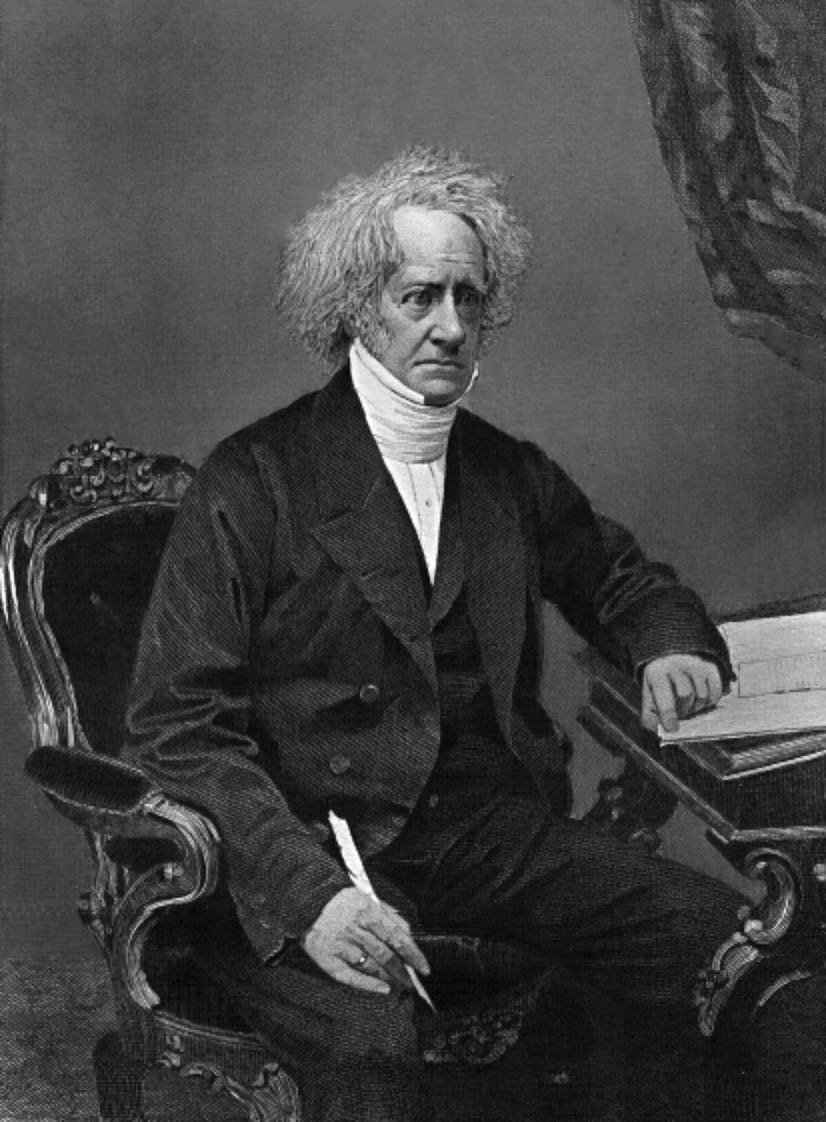
John Herschel objevil v roce 1831 proměnnost Betelgeuze.

#### Herschelův objev
Proměnnost hvězdy byla objevena v roce 1836 sirem Johnem Herschelem, který ji poprvé popsal v listu vydaném roku 1849 pod titulem Obrysy astronomie (Outlines of Astronomy), kde popisoval zvýšení a snížení jasu hvězdy v období mezi lety 1836 a 1840. V roce 1849 si syn anglo-německého astronoma Williama Herschela všiml, že se cyklus variability zkrátil a dosáhl vrcholu v roce 1852, kdy občas v maximech hvězdné velikosti Betelgeuze konkurovala Rigelu. Z tohoto období pochází i jeho následující komentář:
| „                              | Actually the largest star in the northern hemisphere. | Zřejmě nejjasnější hvězda na severní polokouli. | “ |
| — John Herschel, prosinec 1852 |                                                       |                                                 |   |

což naznačuje, že v tomto období měla Betelgeuze vyšší jas než Capella (0,08 mag) a pravděpodobně i Arcturus (-0,04 mag).
Později, ve zbytku devatenáctého století a po celé století dvacáté, pozorovatelé zaznamenávali neobvykle vysoké rekordy maxim s odstupem několika let, s výjimkou období v letech 1957–1967, kdy byly pouze malé změny. AAVSO (American Association of Variable Star Observers) poukazuje na maximální jas 0,2 v letech 1933 a 1942, minimální velikost pod 1,2 v letech 1927 a 1941. Touto proměnností v jasu lze vysvětlit, proč Johann Bayer označil Betelgeuze jako hvězdu alfa, ačkoli je obvykle jasnější Rigel (beta Ori).
V roce 1919 Albert A. Michelson a Francis Pease namontovali před 2,5metrový dalekohled na observatoři Mount Wilson 6metrový interferometr, vynalezený Michelsonem. S pomocí Johna A. Andersona provedl v prosinci 1920 Peace měření úhlového průměru hvězdy a získal hodnotu ve výši 0,047‘‘ (úhlových vteřin). Sérii měření provedl též touto dobou Michelson a jemu vyšel úhlový průměr 0,044‘‘.[zdroj?]

#### Aperturní maskování (interferometrie)
Za použití techniky skvrnkové interferometrie astronomové v roce 1975 objevili na povrchu hvězdy přítomnost aktivních formací podobných slunečním skvrnám. Betelgeuze se tak stala první hvězdou vyjma Slunce, na jejímž povrchu byla zjištěna přítomnost fotosférických skvrn.
Hvězda byla na konci osmdesátých a začátkem devadesátých let předmětem pravidelných pozorování ve viditelném a infračerveném záření prostřednictvím aperturní maskovací interferometrie, která odhalila přítomnost tzv. horkých skvrn (hot spots) na povrchu hvězdy, vznikajících zřejmě konvekcemi. Toto zkoumání rovněž podalo první optické a infračervené snímky disku hvězdy jiné než Slunce.

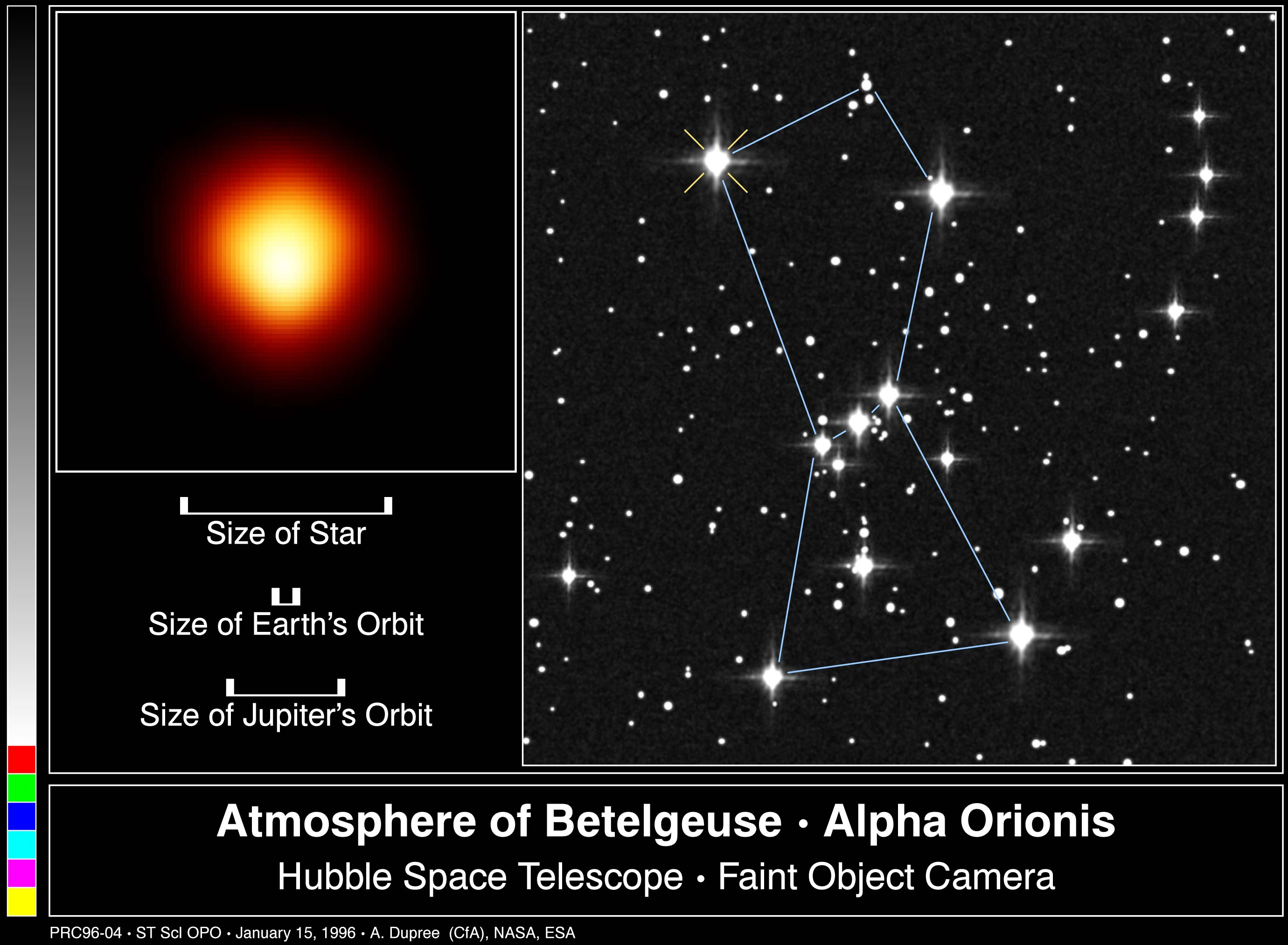
Ultrafialový snímek Betelgeuse převzatý z Hubbleova kosmického dalekohledu a následně upraven NASA. Jasná skvrna na obrázku, tzv. horká skvrna, by pravděpodobně mohla být jedním z pólů hvězdy.

Roku 1995 byla na Betelgeuze namířena FOC (součást HST), aby získala první snímky s vysokým rozlišením v ultrafialovém spektru. Jednalo se vůbec o první snímky pořízené dalekohledem zachycující konvekce na disku jiné hvězdy, než našeho Slunce (v terminologii NASA se jedná o tzv. „direkt-image“, což doslovně znamená „přímý obraz“). Stejně jako předchozí snímky v jiných spektrech, i tyto ukazují jasné skvrny naznačující oblasti s vyšší teplotou (až o 2000 K), tentokrát v jihozápadní části hvězdného povrchu. Kvůli pohlcování UV záření ozonovou vrstvou nebylo možné tak skvělé snímky pořídit ze zemského povrchu. Vizuální pozorování ukázala, že sklon osy rotace Betelgeuze je asi 20° ve směru Země a poziční úhel asi 55°. Horké skvrny na ultrafialových snímcích by mohly hypoteticky představovat jeden z pólů hvězdy.

#### Nedávné studie

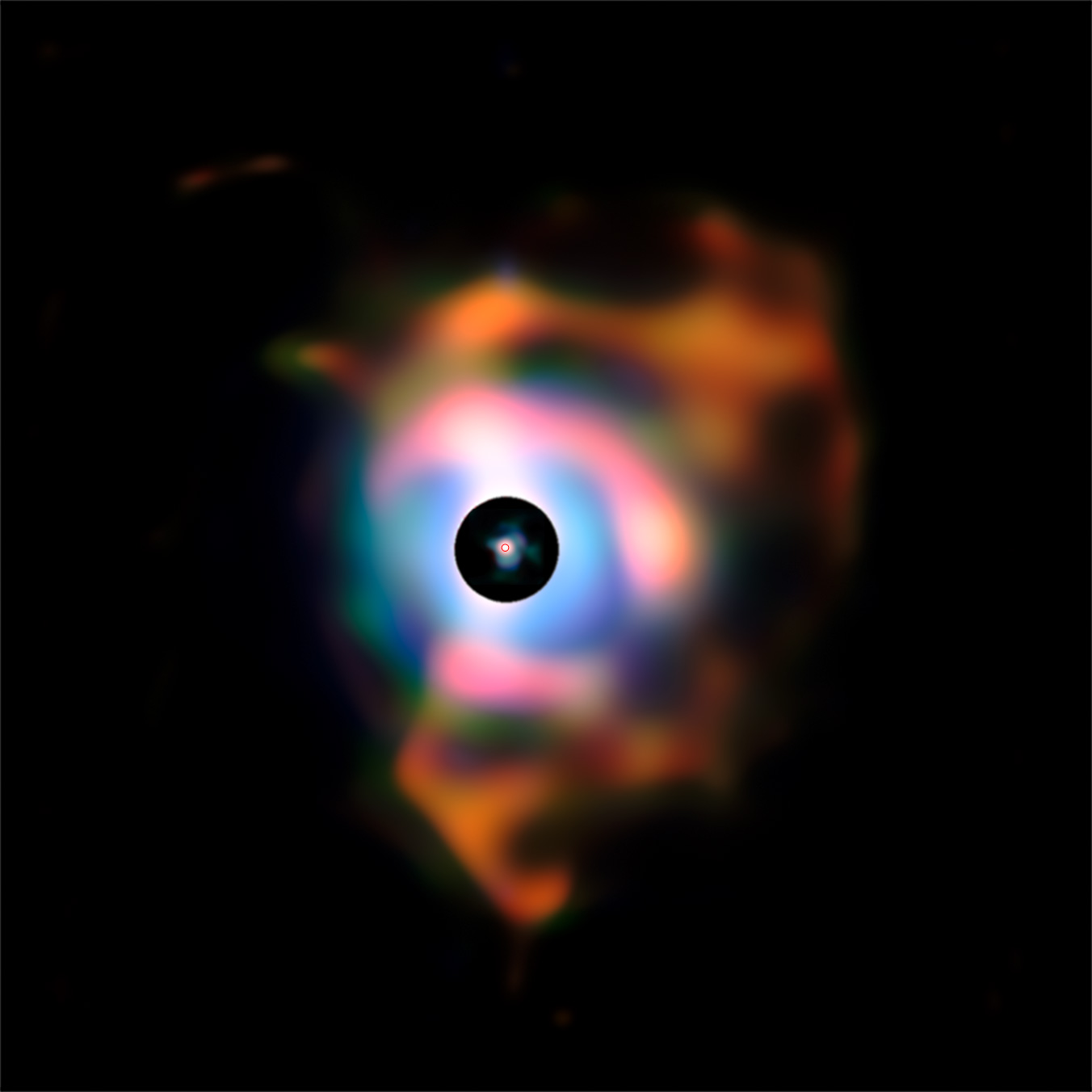
Mlhovina okolo Betelgeuze. Malé červené kolečko uprostřed o průměru čtyři a půl násobku oběžné dráhy Země je viditelný povrch Betelgeuze. Černý kotouč představuje maskování okolní světlé části, aby bylo snazší vidět zbytek mlhoviny.

Infračervená měření disku Betelgeuze, prováděná v listopadu 1999 na zemském povrchu, určila úhlový průměr 54,7 ± 0,3 mas ve středním infračerveném spektru. Je o něco menší než typický úhlový úměr ve viditelné části spektra, tato měření však ignorují možný příspěvek od horkých skvrn (které jsou méně nápadné ve středním infračerveném spektru). Navíc je obtížné určit přesný průměr Betelgeuze, neboť plyn ve fotosféře nemá pevně dané umístění. Se vzdáleností od hvězdy se postupně ztenčuje a s tím tedy i intenzita hvězdy.
9. června 2009 nositel Nobelovy ceny Charles Hard Townes oznámil, že se hvězda od roku 1993 zmenšila až o 15 %, přičemž toto zmenšování nabírá na rychlosti. Předložil důkazy, že ISI (infračervený prostorový interferometr, vyrobený na UC Berkeley) na vrcholu observatoře Mt. Wilson, měl pozorovat kontrakci patnáct po sobě jdoucích letech. Průměrná rychlost, při níž se v tomto období poloměr zmenšoval, je od 210 do 192 m/s.[zdroj?] Navzdory tomuto zmenšení velikosti Betelgeuze Townes a jeho kolega Edward Wishnow poukázal, že nedošlo po tuto dobu k žádnému významnému poklesu jasu či magnitudy hvězdy, což jsou parametry pravidelně monitorované členy Americké asociace pozorovatelů proměnných hvězd (AAVSO).[zdroj?] Dle univerzity původní průměr Betelgeuze 5,5 AU klesl o vzdálenost rovnající se polovině AU, což je přibližně vzdálenost mezi Venuší a Sluncem. Townes na závěr dodal, že není jasné, zda je toto smrštění částí pravidelných procesů. Pokud by tak bylo, jednalo by se o cyklus trvající několik desetiletí. [zdroj?]
Snímky z července 2009, získané Evropskou jižní observatoří a přijaté VLT, povrch hvězdy zobrazují podrobněji. Na obrázcích je vidět expandující oblak plynu směrem od hvězdy. Tato bublina dosahuje šestinásobného průměru samotného Betelgeuze, což lze srovnat se vzdáleností mezi Sluncem a Neptunem, jedná se přibližně o 30 AU.
Řada pozorování, prováděných v roce 2010 prostřednictvím spektropolarimetru NARVAL v dalekohledu Bernarda Lyota na observatoři Pic du Midi ve Francii, odhalila přítomnost slabého magnetického pole na povrchu Betelgeuze, což naznačuje, že obří konvektivní pohyby u veleobrů jsou schopny vyvolat drobné dynamo.

### Paralaxa
Alfa Orionis, jak se hvězda často označuje, mate astronomy po celá staletí a to již od prvního úspěšného měření paralaxy z roku 1838 Friedrichem Besselem. Existuje pro to spousta důvodů a převážná část z nich se týká vzdálenosti. Bez jejího přesného změření je obtížné získat spolehlivé odhady pro mnoho dalších parametrů hvězdy, jakým je kupříkladu jas. V kombinaci s úhlovým průměrem lze odhadnout poloměr a efektivní teplotu, svítivost v kombinaci se zjištěním hojnosti izotopů poskytuje odhad věku a hmotnosti. V roce 1920, kdy byly provedeny první interferometrické snímky, byl předpoklad paralaxy 0,018 úhlových vteřin. To se rovná vzdálenosti 56 pc (zhruba 180 světelných let). Od této doby proběhlo několik výzkumů s cílem zjistit skutečnou vzdálenost této záhadné hvězdy. Některé návrhy odhadované vzdálenosti dosahují až k 1300 světelným rokům.

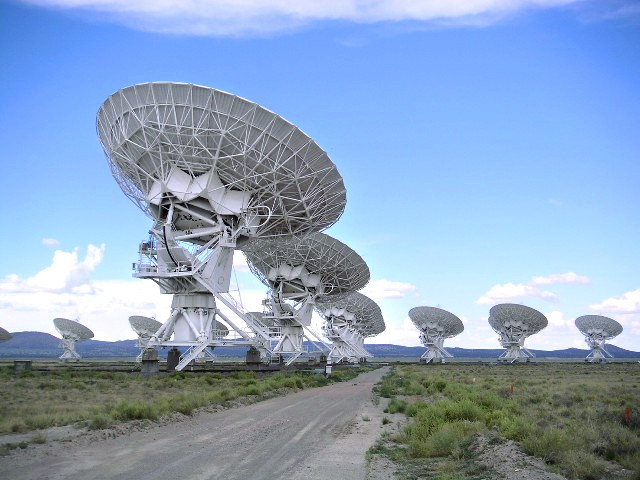
NRAO Very Large Array, nacházející se v Socorro ve státě Nové Mexiko, USA. Každá z 27 antén váží 209 tun a lze je přesouvat podle potřeby na železniční trati. Umožňují provádět řadu podrobných studií využívajících interferometrie se syntetickou aperturou.

Před zveřejněním Hipparchova katalogu (1997) byly respektovány dvě publikace s nejnovějšími údaji paralaxy Betelgeuze. První byl od Yale University Observatory (1991) se zveřejněnou paralaxou π = 9,8 ± 4,7 miliarsekund, což dává vzdálenost zhruba 102 pc (330 ly). Druhý byl od Hipparchos Input Catalogue (1993) s trigonometrickou paralaxou π = 5 ± 4 miliarsekund, odpovídající vzdálenosti 200 pc (650 ly), což je téměř dvojnásobný odhad od Yale. Taková vzdálenost budí mezi výzkumníky, přijímajících širokou škálu vzdálenostních odhadů, mnoho debat, a to nejen v oblasti určení vzdálenosti, ale také v mnoha dalších ohledech.
Dlouho očekávané výsledky z mise Hipparcos byly nakonec vydány v roce 1997. Namísto vyřešení problému byla nově zveřejněná paralaxa o hodnotě π = 7,63 ± 1,64 mas, což se rovná 131 pc (zhruba 430 ly). Kvůli proměnnosti jasu Betelgeuze vznikají specifické problémy při určení vzdálenosti. Výsledná velká kosmická chyba v Hipparchu může být stelárního původu, snad související s pohybem fotocentra v Hipparchově fotometrickém zařízení.
Jisté pokroky v průlomu těchto debat přinesla radioastronomie. NRAO Very Large Array (VLA) přinesla prostřednictvím nového prostorového mnohovlnového vysokého rozlišení přesnější odhady, které v kombinaci s nedávno získanými daty od Hipparcha poskytly nové astrometrické řešení: π = 5,07 ± 1,10 mas, což přináší přísnější chybový faktor 197 + / - 45 pc nebo 643 + / - 146 ly.
Další výpočetní průlom měl pravděpodobně pocházet z mise Gaia od Evropské kosmické agentury (ESA) plánované na rok 2012, která měla mj. poskytnout podrobné fyzikální vlastnosti každé pozorované hvězdy: odhalí světelnost, teplotu, gravitaci a složení. Gaia toho měla dosáhnout tím, že bude opakovaně měřit polohy všech objektů až do velikosti 20 a jasnější než 15 s přesností na 24 miliarsekund, což lze srovnat s měřením průměru lidského vlasu ze vzdálenosti 1 000 km. Palubní detekční zařízení mělo dohlédnout, že budou všechny proměnné hvězdy jako je Betelgeuze do tohoto slabého limitu detekovány a katalogizovány, čímž se vyřeší většina omezení dřívější mise Hipparchos. Nejbližší hvězdy měly být měřeny s mimořádnou přesností 0,001 %. Dokonce i hvězdy v blízkosti galaktického středu, přibližně 30 000 světelných let daleko, měly mít svou vzdálenost měřenou s přesností 20 %.

### Úhlová velikost
Změření úhlového průměru tohoto monstra je další problém, kterému astronomové čelí. Dne 13. prosince 1920 se, jak již bylo uvedeno dříve, stala Betelgeuze první hvězdou, u níž byl průměr určen prostřednictvím dvacetistopého interferometru. Ačkoli byla interferometrie stále ještě poměrně v plenkách, experiment se ukázal jako úspěšný a podařilo se stanovit úhlový průměr na střední hodnotu 0,047 úhlových vteřin. Pozoruhodné byly poznatky astronomů ohledně okrajového ztemnění. Michelson a Pease odhadují skutečnou velikost hvězdy o 17 % větší (bez 10% chyby měření), protože i s klesající intenzitou světla směrem k okraji je úhlový průměr velký 0,055 vteřin. Od té doby byla provedena spousta jiných studií, které podaly velikost v rozmezí 0,042 až 0,069 úhlových vteřin. Pokud bychom jednoduše tato data přijali a zkombinovali je s historickými vzdálenostními odhady od 180 do 815 světelných let, předpokládaný poloměr hvězdného disku by se mohl nacházet kdekoliv v rozmezí 1,2 – 8,9 AU (průměr 2,4 až 17,8 AU). Tento široký možný rozsah je jedním z důvodů, proč je Betelgeuze tak záhadná. Použijeme-li sluneční soustavy jako měřítka, přičemž je oběžná dráha Marsu od Slunce asi 1,5 AU daleko, Ceres v pásu asteroidů 2,7 AU a Jupiter 5,5 AU, mohla by fotosféra přesáhnout dráhu Jupitera, ale nikdy by nedosáhla k Saturnu (9,5 AU).
Přesný průměr je těžké vymezit z několika důvodů:
1. Rytmické expanze a kontrakce fotosféry způsobují, že průměr není nikdy konstantní.
2. Neexistuje žádná definovatelná „hrana“ hvězdy jako okraj ztemnění, který způsobuje optické emise a liší se barvou v závislosti na vzdálenosti od centra.
3. Betelgeuze je obklopena cirkumpolární obálkou tvořenou vymrštěnou hmotou. Obálka absorbuje a emituje světlo, což opět ztěžuje určení hranice fotosféry.[114]
4. Měření je možné provádět na různých vlnových délkách v rámci elektromagnetického spektra, ale s každou vlnovou délkou se odhalí něco jiného. Pozorované úhlové průměry jsou výrazně větší ve viditelném, nejmenší v blízkém infračerveném a pak opět větší ve středním infračerveném záření.[115][116] Rozdíl v těchto průměrech může činit až 30–35 %, ale protože každá vlnová délka podá něco jiného, porovnání jednoho pozorování s jiným může být obtížné.[114]
5. Atmosférické zvlnění vlivem turbulencí odbourává a tím omezuje úhlové rozlišení, které je možné získat pozemními dalekohledy.[63]

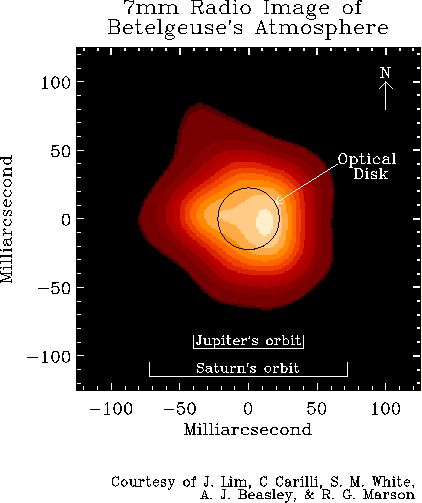
Radiový snímek ukazující velikost fotosféry Betelgeuse (kruh) a účinek konvektivních sil v asymetrické atmosféře, zvětšujícím se až za oběžnou dráhu Saturnu.

Výzkumní pracovníci použili k překonání těchto problémů řadu řešení. Astronomická interferometrie byla poprvé představena Hippolyte Fizeauem v roce 1868. Navrhl pozorování hvězd přes dva otvory (apertury) pro získání interference, která by poskytla informace o prostorovém rozložení zdroje světla. Od té doby se věda posunula značně vpřed a používá interferometry s více otvory, kde se navzájem překrývá velký počet snímků. Tyto „flekaté“ obrazy jsou pak syntetizovány Fourierovou analýzou – metodou, která již byla využita u široké škály astronomických objektů, včetně dvojhvězd, kvasarů, asteroidů a jader galaxií. Vesmírné observatoře, jako je Hipparcos, Hubble a Spitzer též produkují významné objevy v této oblasti.
Současná debata se točí okolo vlnové délky (viditelná, blízká infračervená, střední infračervená), která poskytuje nejpřesnější úhlové měření. Nejvíce přijímané řešení se zdá být ve středním infračerveném pásmu pomocí ISI, umístěném na Space Sciences Laboratory na Kalifornské univerzitě. V období roku 2000 skupina pod vedením Johna Weinera zveřejnila dokument znázorňující Betelgeuze jako jednotný disk o 54,7 ± 0,3 mas. Dokument také bere v potaz teoretický příspěvek okrajového ztemnění a dává mu pak průměr 55,2 ± 0,5 mas (to se rovná zhruba 5,5 AU, což je 1180násobek slunečního) za předpokladu, že vzdálenost činí 197,0 ± 45 pc. Vzhledem k úhlovému chybovému faktoru ± 0,5 mas v kombinaci s chybou paralaxy o ± 45 pc nalezené v číslech od Harpera, by poloměr fotosféry skutečně mohl být stejně tak malý jako 4,2 AU, či tak velký jako 6,9 AU.
Když překročíme Atlantik, další tým astronomů pod vedením Guy Perrina z Pařížské observatoře předložil v roce 2004 dokument, v němž tvrdí, že hodnota v blízkém infračerveném spektru 43:33 ± 0:04 mas byla získána přesnějším fotosférickým měřením. „Odpovídající scénář k vysvětlení zkoumání této hvězdy ve viditelném a středním infračerveném záření může být nastavení“, oznamuje Perrin. „Hvězda je vidět přes tlustou, teplou rozšířenou atmosféru, která rozptyluje světlo na krátkých vlnových délkách a tak lehce navyšuje jeho průměr. Rozptyl se stává zanedbatelný nad 1,3 lm. Horní část atmosféry je téměř průhledná v K a L – průměr je minimální na těchto vlnových délkách, kde je možné vidět přímo klasickou fotosféru. Ve středním infračerveném pásmu tepelné emise vroucí atmosféry také zvyšují zdánlivý průměr hvězdy.“ Jedná se o dosti důležitý argument, který si však ještě musí získat širokou podporu mezi astronomy.
Novější studie, provedené v blízkém infračerveném pásmu s IOTA a VLTI, přinesly výraznou podporu v Perrinově analýze získávání průměru. Podaly 42,57 – 44,28 mas s působivě nízkým chybovým faktorem – ne více než 0,04 mas. Zásadním zlom v této diskuzi však přinesl druhý dokument zveřejněný týmem Berkeley v roce 2009, tentokrát pod vedením Charlese Townese, v němž se uvádí, že se poloměr Betelgeuze zmenšil mezi lety 1993–2009 o 15 %, přičemž v roce 2008 bylo úhlové měření rovno 47,0 mas, nedaleko odhadu Perrina. Na rozdíl od většiny dosud nezveřejněných prací, tento referát představoval systematické studium hvězdy po dobu 15 let na jedné konkrétní vlnové délce. Pro porovnání – dřívější studie trvaly typicky jeden den až dva roky a prozkoumaly hvězdu ve více vlnových délkách, kde se často získávaly rozdílné výsledky. Úbytek je patrný z rozdílu hodnot mezi 56,0 ± 0,1 mas naměřeném v roce 1993 a 47,0 ± 0,1 mas z roku 2008 – kontrakce téměř 0,9 AU. Co není zcela známo, je, zda jsou tato pozorování i důkazem rytmických expanzí a kontrakcí hvězdy, jak se astronomové domnívali, a pokud ano, jak pravidelné cykly by to mohly být. Townes naznačuje, že pokud cyklus existuje, je pravděpodobné, že bude několik století dlouhý. V důsledku toho nebudeme vědět, dokud nebudou celá data z cyklu shromážděna, zda v roce 1993 hodnota 56,0 mas představuje maximální rozšíření hvězdy, jak si myslíme, nebo zda hodnota 47,0 v roce 2008 představuje ve skutečnosti minimum. Bude pravděpodobně trvat dalších 15 let nebo déle (2025 CE), než budeme s jistotou vědět, zda Jupiterův orbit 5,5 AU bude sloužit jako pravděpodobný střední průměr hvězdy.
Kdysi byla Betelgeuze považována po Slunci za hvězdu s největším úhlovým průměrem, v roce 1997 však prvenství ztratila ve prospěch R Doradus s průměrem 57,0 ± 0,5 mas.

#### Pozorování z let 2019 - 20
Pulzující polopravidelná proměnná hvězda Betelgeuse podléhá několika cyklům rostoucí a klesající jasnosti v důsledku změn své velikosti a teploty.  Astronomové, kteří jako první zaznamenali stmívání Betelgeuse - Richard Wasatonic a Edward Guinan z Villanovy University a amatér Thomas Calderwood se domnívají, že jde o shodu normálního minima 5,9letého světelného cyklu a hlubší než normální 425denní periodu jako hnacími faktory. Další možné příčiny v kolísání jasnosti povrchu hvězdy z konce roku 2019 byly erupce plynu a prachu.
V srpnu 2020 dlouhodobé a rozsáhlé studie Betelgeuse, primárně využívající ultrafialová pozorování Hubbleovým vesmírným dalekohledem, naznačují, že neočekávané stmívání bylo pravděpodobně způsobeno nesmírným množstvím superžhavého materiálu vyvrženého do vesmíru. Materiál se ochladil a vytvořil prachový oblak, který blokoval světlo hvězd přicházející asi ze čtvrtiny povrchu Betelgeuse. Hubble zachytil známky hustého, zahřátého materiálu pohybujícího se atmosférou hvězdy v září, říjnu a listopadu současně s několika dalekohledy, které pozorovaly výraznější stmívání v prosinci a prvních několika měsících roku 2020.
Do ledna 2020 se Betelgeuse ztlumila faktorem přibližně 2,5 z magnitudy 0,5 na 1,5, a v únoru v The Astronomer's Telegram hlásila stále slabší na rekordním minimu +1,614 s tím, že hvězda je v současnosti „nejméně svítivá a nejchladnější“ za 25 let jejího studia, a také vypočetli úbytek poloměru. Astronomy to popsal jako „bizarní stmívání“  a spekulace v mainstreamových médiích usuzovaly, že by to mohlo naznačovat hrozící supernovu. Astronomové však jedním dechem poznamenali, že se supernova očekává až během přibližně příštích 100 000 let, a je tedy nepravděpodobné, že by se mělo jednat o bezprostřední úkaz. Betelgeuse tehdy klesla z jedné z 10 nejjasnějších hvězd na obloze pod 20 nejlepších, byla znatelně slabší než její blízký soused Aldebaran.
Do 17. února 2020 zůstávala jasnost Betelgeuse konstantní asi 10 dní, aby následně vykazovala známky opětovného rozjasnění.  Dne 22. února 2020 se možná Betelgeuse přestala stmívat úplně, až na konec epizody stmívání. Dne 24. února 2020 nebyla zjištěna žádná významná změna v infračerveném záření za posledních 50 let; zdálo se, že to nesouvisí s nedávným vizuálním vyblednutím a naznačovalo to, že hrozící kolaps jádra může být nepravděpodobný.  Dne 24. února 2020 také další studie naznačily, že nejpravděpodobnějším vysvětlením stmívání hvězdy může být okluze „velkozrnného cirkumstelárního prachu“.  Studie, které využívají pozorování na submilimetrových vlnových délkách, vylučují významný podíl absorpce prachu. Místo toho se zdá, že příčinou stmívání jsou velké hvězdné skvrny. Následné studie zveřejněné 31. března 2020 v The Astronomer's Telegram zjistily rychlý nárůst jasnosti Betelgeuze.
Betelgeuse je mezi květnem a srpnem ze země téměř nepozorovatelná, protože je příliš blízko Slunci. Před vstupem do konjunkce se Sluncem v roce 2020 dosáhla Betelgeuze jasnosti +0,4 . Pozorování kosmickou sondou STEREO-A uskutečněná v červnu a červenci 2020 ukázala, že hvězda se od posledního pozemského pozorování v dubnu ztmavla o 0,5. To je překvapivé, protože maximum bylo očekáváno na srpen/září 2020 a další minimum by mělo nastat kolem dubna 2021. Je však známo, že jas Betelgeuse se nepravidelně mění, což ztěžuje předpovědi. Pokles jasnosti by mohl naznačovat, že k další události stmívání může dojít mnohem dříve, než se očekávalo. Dne 30. srpna 2020 astronomové ohlásili detekci druhého prachového mračna emitovaného z Betelgeuze a souvisejícího s nedávným podstatným stmíváním (sekundární minimum 3. srpna) ve svítivosti hvězdy. Vysvětlení příčiny vzniku prachu podala studie z června 2021 - na svědomí ho měla pravděpodobně chladná skvrna na fotosféře hvězdy a v srpnu potvrdila tyto výsledky druhá nezávislá skupina. Předpokládá se, že prach vznikl ochlazením plynu vyvrženého z hvězdy.

## Název

### Původ
Betelgeuze byla známá pod různými názvy, jako například Betelgeux či Beteigeuze (v němčině, podle Bodeho). Názvy Betelgeux a Betelgeuze byly používány až od začátku 20. století, kdy se Betelgeuse stalo pojmenováním univerzálním.

### Etymologie
Poslední část jména – „elgeuse“, pochází z arabského al-Džauzā (الجوزاء‎), historického pojmenování souhvězdí Orion. Kořen dž-w-z (جوز‎) slova džauzá znamená „střed(ní)“, proto má al-Džauzā zhruba význam „hlavní, ústřední“. Později bylo al-Džauzā vybráno za vědecké arabské jméno pro souhvězdí Orion a Blíženců. Současné arabské jméno Orionu je al-Džabbár (الجبار‎), jméno al-Džauzā je ale stále používáno.
Panuje určitá nejistota v první části jména – „Bet“. Dříve se často uvádělo, že pochází z arabského slova ibt (إبط‎) což znamená „podpaží“. Betelgeuse byla navíc často chybně překládána jako „podpaží toho hlavního“. Paul Kunitzsch, profesor arabistiky na mnichovské univerzitě, tuto teorii odmítl a vyslovil názor, že arabské jméno původně znělo يد الجوزاء‎ a znamenalo Ruka al-Džauzā', tedy Ruka Orionu. Jeho teorii se dnes dává přednost.
V tradiční čínské astronomii je Betelgeuze známá jako Šen-siou-s’ (čínsky pchin-jinem Shēnxiùsì, znaky 参宿四), doslova „Čtvrtá [hvězda souhvězdí] Tří hvězd“.
Německé jméno hvězdy doznalo změny v důsledku nesprávného výkladu „L“ jako „i“. Výsledkem pak bylo Bete Geuze. Během devatenáctého a počátku dvacátého století se objevily další varianty jména, jako jsou Betelgeuze nebo Betelgeux, ale obě byly nahrazeny Betelgeuse kvůli dodržení standardního pravopisu.
Existují však i jiná tradiční pojmenování, a to například:
- v arabštině al-Dhirá (ذراع) („paže“), al-Mankib (المنکب) („rameno“), a al-Jad al-Jumná (اليَد اليُمْنَى) („pravá ruka“), Bajt al-Džauzá (بيت الجوزاء)
- v hindštině Ardra,
- V koptštině Klaria („náramek“),
- v pársiku Bašn („rameno“),
- v japonštině 平家星 („hvězda klanu Heike“)

- či další názvy odvozené od původního arabského výrazu: Bed Elgueze, Beit Algueze, Ied Algeuze a Yedelgeuse.

## Betelgeuze vkultuře
Díky svému jasu na noční obloze a charakteristické sytě červené barvě Betelgeuze měla a stále ještě má jistý vliv na kulturu a mytologii různých národů, starověkých i moderních.

### Astrologie
Betelgeuze vystupuje v astrologii jako hvězda signalizující blahobyt či poctu. Například v Laroussově encyklopedii astrologie je uvedena jako „posel bohatství“, Elsbeth Ebertin ve svém díle Astrology and Romance uvádí, že hvězda přináší nehynoucí slávu. Zaznamenal však, že v červnu a červenci 1927, když byl Měsíc v konjunkci s touto hvězdou, zemřelo mnoho lidí na následky úderu bleskem, či se stali oběťmi explozí nebo atentátů.

### Umění

#### Komiksy
- Ve světě Bucky O’Hare je Betelgeuze domovem svalnatých paviánů s oranžovou kožešinou.
- Betelgeuze je také jméno druhého z pěti alb série komiksů Leo (první je Aldebaran a poslední Antares), kde se akce konají na planetách obíhajících kolem těchto hvězd.

#### Filmy
- Bitevní lodě třídy Yamato – V epizodě je Yamato nalákán do pasti u Alpha Orionis, při níž během útěku loď vstoupí do kórony hvězdy.
- Blade Runner (1982), kde umírající replikant Roy Batty hovoří o rameni Oriona (myšlena Betelgeuze).

#### Hry
- V počítačové hře Star Control 2 je Betelgeuze známa jako hvězda, kolem které obíhá planeta, z níž pocházejí sirény.
- Ve hře Final Fantasy XII je zbraň pojmenovaná Betelgeuse.
- V počítačové hře Star Trek: Bridge Commandera se systém Betelgeuze jeví jako obyčejný stahovatelný obsah.

#### Jiné
- V anglosaských zemích existuje slovní hříčka „Beetlejuice“ či „Beetle Juice“ kvůli stejné výslovnosti se slovem „Betelgeuse“. Například ve filmu Beetlejuice z roku 1988 je titulní postavou zlý a zlomyslný skřítek. V záběru na model městského hřbitova, kde v danou chvíli Beetlejuice pobývá, je vidět cedule „Betelgeuse” s ukazatelem na Beetlejuicův hrob.